# Панк-рок
Панк-рок (англ. punk rock) — напрям у рок-музиці, що сформувався до середини 1970-х років у США, Великій Британії та Австралії.
Безпосереднім попередником панк-року в музичному плані вважають т. зв. прото-панк, до якого відносять перші альбоми Velvet Underground, Патті Сміт і Stooges. З погляду чистого музичного формату деякі фахівці відстежують звучання панк-року аж до пісні Kinks «You Really Got Me» 1964 року.
Від самого початку представники жанру протиставляли себе помпезності тогочасного мейнстримного року: культивували перебільшено примітивну гру і завзятість раннього рок-н-ролу.
Для композицій панк-року в цілому властиві швидкий темп, коротка тривалість, простий акомпанемент, розв'язна і часто агресивна манера співу. Тексти пройняті нігілізмом і соціально-політичною тематикою. У кожному різновиді панк-року є свої індивідуальні ухили. Панк-рок нерозривно пов'язаний з субкультурою панку, для якої характерна етика субкультури DIY «все-сам», епатаж і загальний нонконформізм. Однією з ключових особливостей панку була DIY-ідеологія; багато виконавців самостійно продюсували свої записи і поширювали їх власними силами або через незалежні лейбли.
До кінця 1976 року низку виконавців — New York Dolls, Television і Ramones з Нью-Йорка, Sex Pistols, The Clash і The Damned з Лондона — стали вважати авангардом нового музичного руху. За прикладом цих гуртів пішла велика кількість молодих колективів. Якщо у США панк був сенсацією андеграунду, то повномасштабним суспільним феноменом він став у Великій Британії, де його розцінювали як реальну загрозу добробуту істеблішменту. У зв'язку з популярністю жанру навколо нього виникла власна субкультура, виражена в протестній ідеології (юнацькі бунти), відмінному стилі одягу і прикрасах (футболки з нецензурними принтами, шкіряні куртки, різних шипованих аксесуарах і одягу в БДСМ-стилі, а також антиавторитарній філософії, вираженій у конфронтації з істеблішментом та етиці непродажності.
До початку 1980-х у панк-році стали переважати більш динамічні і агресивні стилі, такі як хардкор (Black Flag) і стріт-панк (Exploited). Музиканти, яких надихнув цей стиль, або які ототожнювали себе з ним, також зробили внесок у розширення спектру його піджанрів — ставши передвісниками появи постпанку і альтернативного рок-руху.
З початку 90-х років популярність панк-року росте завдяки творчості таких представників поп-панку, як Green Day, The Offspring, Rancid і Blink-182, спершу в США, а потім і в Європі. На нього звернула увагу велика четвірка лейблів звукозапису. До кінця 1990-х панк-рок став частиною мейнстриму. Ставлення до цих комерційно вельми успішних гуртів у середовищі панк-рокерів неоднозначне. З одного боку, є думки, що ці колективи передусім зацікавлені в комерційному успіху своєї музики. Згідно з цією позицією, такі групи в гонитві за прибутком «розпродують» панк і його ідеали. З іншого боку, є думки, що творчість цих груп сприяє популяризації ідей панк-року, яка позитивно впливає на перетворення суспільства.

## Характеристика

### Філософія
Дистанціюючись від пихатості і сентиментальності раннього року 1970-х років, перша хвиля панк-року прагнула бути агресивно модерною, заперечуючи бундючність та сентиментальність рок-музики початку 1970-х. За словами барабанщика гурту Ramones Томмі Рамона: «В момент своєї появи музика 1960-х була винахідливою та збудливою. На жаль люди, яким далеко до Джимі Гендрікса, дали задній хід. І невдовзі ми отримали безкінечні соло, які йшли в нікуди. Вже до 1973 року я знав, що потрібно трохи чистого, спрощеного, чесного рок-н-ролу, без всякої нісенітниці». Джон Голмстром, який був засновником і редактором журналу Punk, таким чином пригадує свої почуття: «панк-рок виник через те, що люди стали називати рок-н-ролом такі явища в рок-музиці як Біллі Джоел та Simon and Garfunkel, тоді як для мене рок-н-рол означає музику шалену та бунтівну». Музичний критик Роберт Крістгау описує панк-рок як «субкультуру, що презирливо відкинула політичний ідеалізм і каліфорнійську квітчасту дурість міфу хіпі».
Жанр швидко здобув послідовників внаслідок технічної доступності та DIY-ідеології. Появі панк-року сприяв британський паб-рок початку 1970-х (1972—1975 роки), який розвинув мережу невеликих концертних майданчиків, таких як паби, де могли виступати немейнстримні гурти. Також цей жанр став каталізатором ідеї незалежних звукозаписних лейблів, таких як Stiff Records, на яких видавалися перші записи з невеликою собівартістю. Паб-рок-гурти організовували власні тури й випускали свій матеріал невеликими тиражами. У перший час, панк-рок-етика DIY різко контрастувала з показною музичною помпезністю і виконавською майстерністю багатьох мейнстримових рок-гуртів. На думку Голмстрома, панк-рок був «рок-н-ролом для людей, що не володіють високими музичними навичками, але все ж мають потребу виразити себе через музику». У грудні 1976 року англійський панк-зин Sideburns опублікував ілюстрацію трьох акордів, яка стала знаменитою і отримала назву «Це акорд, це другий, а це третій. Тепер створюй гурт». Своєю чергою, назва синглу нью-йоркського колективу The Stimulators — «Loud Fast Rules!», стала своєрідним музичним гаслом панку.
Деякі провідні фігури британського панк-року публічно відкинули не лише тогочасний мейнстримовий рок і пов'язану з ним попкультуру, але й своїх знаменитих попередників: «Ні Елвісу, Бітлам чи Стоунз у 1977 році» — декларували музиканти гурту The Clash в однойменній пісні. За рік до того у Великій Британії почалася панк-рок-революція під слоганом «Year Zero», який мав на увазі «занулення» всього, що було до цього в музиці й культурі. Навіть коли ностальгічна тема стихла, багато панк-виконавців стали дотримуватися нігілістичної філософії, підсумованої слоганом Sex Pistols «No Future» (укр. ніякого майбутнього); за спогадами одного з очевидців тих подій, серед безробіття та соціальної напруженості 1977 року, «нігілістичне чванство панк-року було найбільш захопливою річчю в Англії». Втім, представники цього жанру не нав'язували якогось єдиного світогляду, так серед «п'яних» (англ. «drunk punks») і «підзаборних панків» (англ. «gutter punks») була поширена ідеологія «добровільного відчуження», що йшло всупереч «ліворадикальному утопізму» таких колективів, як Crass, що знаходили позитивний, визвольний зміст у панк-русі. Фронтмен гурту The Clash Джо Страммер так описав сполучну філософію панка: «Панк-рок має бути нашою свободою. Ми повинні робити те, що хочемо».
Питання автентичності дуже важливе в панк-субкультурі — зневажливий термін «позер» застосовують до тих, хто асоціюється з панком і приймає його стилістичні атрибути, але вважають, що він не поділяє або не розуміє його основні цінності та філософію. На думку музичного експерта Деніела С. Требера, «досягнути автентичності в панку найчастіше досить важко»; він зазначав, що в міру становлення панк-сцени «позерами назвали абсолютно всіх».

### Музичні та тематичні елементи

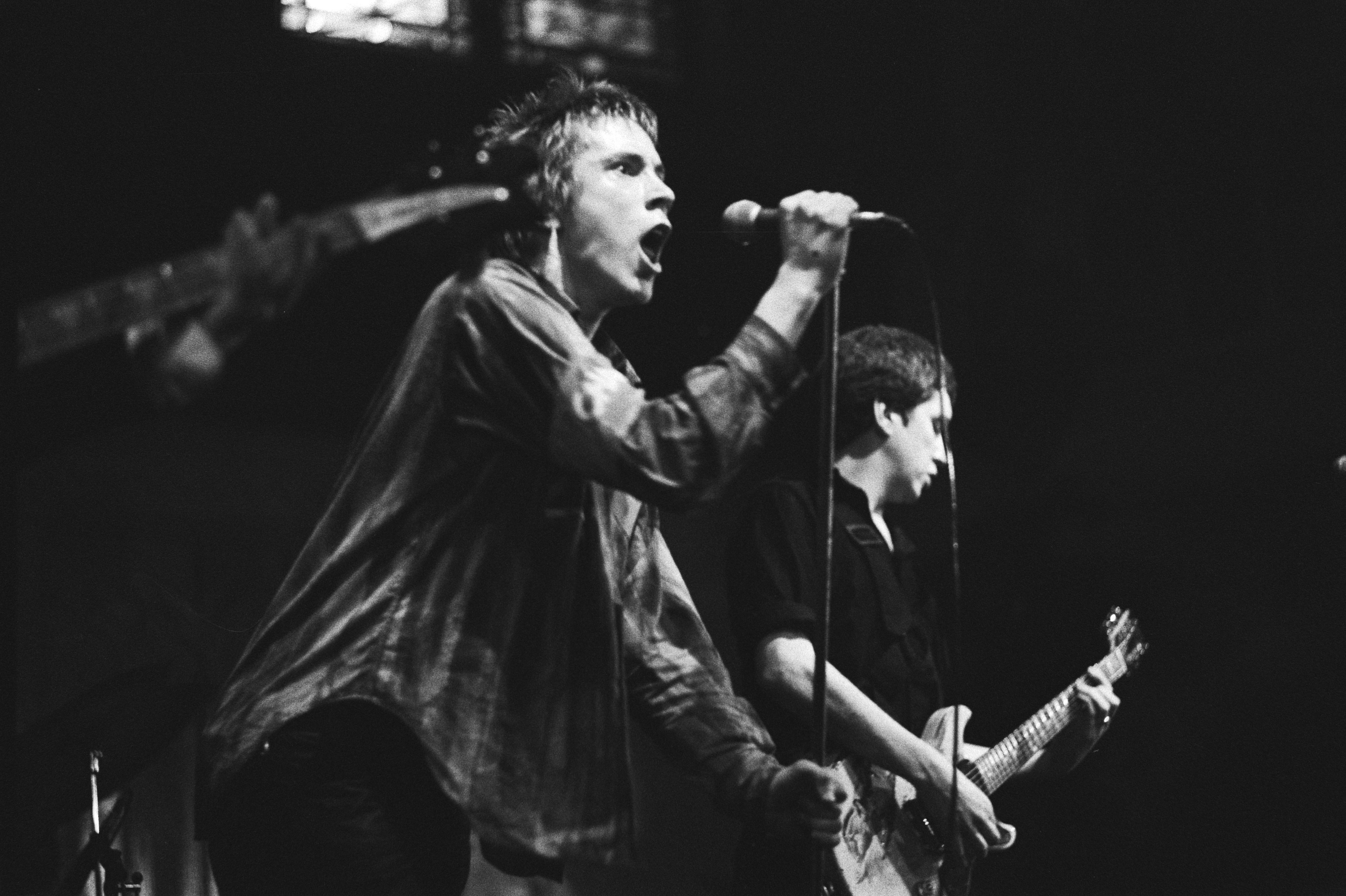
Джонні Роттен і гітарист Стів Джонс з британського гурту Sex Pistols

Панк-групи часто використовували прості музичні структури та аранжування в дусі гаражного року 1960-х. Типовий панк-колектив складався з одного-двох гітаристів, басиста, барабанщика та вокаліста. Хронометраж пісень, як правило, був коротший, ніж у мейнстримових виконавців, їх виконували в швидкому, «шаленому» темпі — під впливом творчості Ramones. Попри це, більшість ранніх панк-композицій зберегли традиційну «рок-н-рольну» формулу — «куплет-приспів-куплет», а також музичний розмір «4/4». Втім, пізніші представники жанру часто відмовлялися від цього формату. За словами публіциста Стівена Блаша: «Sex Pistols були все ще рок-н-ролом… такою собі божевільною версією Чака Беррі. Однак хардкор був радикальним кроком у новому напрямку. Це вже був не куплетно-приспівний рок-н-рол. Він відкинув будь-які попередні уявлення про процес створення пісень. Це була своя власна форма».
Панк-рок має низку характерних музичних особливостей. Так, найчастіше вокал виконується технікою скримінгу (особливо характерно для хардкору), іноді пісні співаються «гундосячи». Також зустрічаються зміни в інтонації, висоті або гучності голосу вокаліста. «Хриплий, грубий» вокал панк-року різко контрастував з «мелодійним і витонченим» співом мейнстрим-року. У панк-середовищі поширене зневажливе ставлення до складних соло на гітарі — їх вважають самозневажливими й непотрібними, музиканти схильні використовувати прості гітарні програші. Досить часто гітарні партії містять сильно спотворені пауер / баре — акорди, що створюють характерний звук, який Крістгау описав як «дзижчання круглої пилки». Проте, як і в багатьох інших аспектах, звучання панк-року у різних представників жанру не було однаковим: деякі колективи виконували музику в дусі серф-року, з легшим та витонченим гітарним стилем. Інші, такі як Роберт Квайн, провідний гітарист The Voidoids, грали в агресивній гонзо-манері, заснованій на техніці The Velvet Underground і Айка Тернера. У свою чергу, функція бас-гітариста часто полягала у виконанні нехитрих ритмів; найпоширенішим стилем був повторюваний безперервно ритмічний малюнок, хоча деякі басисти — Майк Вотт з гуртів Minutemen і Firehose — робили акцент на більш технічних басових програшах. Через високу швидкість пісень бас-гітаристи воліють використовувати плектр, замість перебору струн пальцями. У порівнянні з іншими рок-напрямками, в панку роблять набагато менший акцент на синкопі. Зазвичай перкусія звучить важко і сухо, часто ударна установка має мінімальну конфігурацію. Між тим для хардкору характерна швидкість і агресивність барабанних партій. Як правило, технічна обробка музики перед випуском запису мінімальна, треки записуються на домашніх магнітофонах або простих портативних студіях. Типова мета андеграундних музикантів — домогтися реалістичного і природного звучання матеріалу, що передає автентичність «живого» виконання.

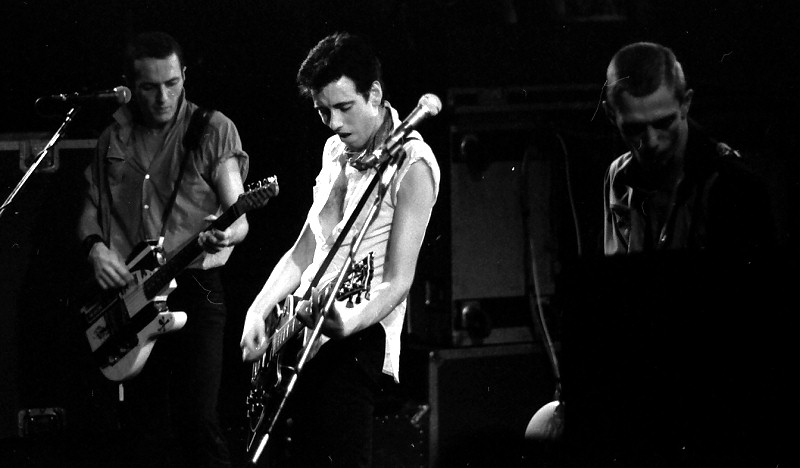
Гурт The Clash виступає на концерті, 1980 рік

У порівнянні з іншими популярними музичними жанрами, панк-тексти відверті та конфронтаційні, вони часто порушують соціальні й політичні проблеми. Однією з основних цілей панк-музики було образити й шокувати мейнстрим. Такі композиції, як «Career Opportunities» (The Clash) і «Right to Work» (Chelsea) відбивали нагальну ситуацію в країні й мали злободенний контекст, фокусуючись на темах безробіття і похмурих реалій міського життя. У своїх композиціях «Anarchy in the U.K.» і «God Save the Queen» гурт Sex Pistols відкрито принижував британську політичну систему та соціальні звичаї. У свою чергу, «Love Comes in Spurts», записана гуртом Richard Hell and the Voidoids, підіймала питання гендерних відносин і сексу без зобов'язань. Поширеною була проблема аномії, якій були присвячені пісні Річарда Гелла «Blank Generation» і «Now I Wanna Sniff Some Glue» гурту Ramones. На думку засновника фэнзину Search and Destroy В. Вэйла: «Панк був абсолютною культурною революцією. Він був хардкорною конфронтацією з темним боком історії та культури, правими образами, сексуальними табу, він ворушив їх, попередні покоління не робили цього настільки прискіпливо». Втім, багато панк-пісні присвячувались традиційним рок-темам: флірту і розставанню з дівчатами, відпочинку з друзями. Такий підхід демонстрував класичний трек Ramones «I Wanna Be Your Boyfriend». Згодом такі теми стали характерними й для жанру поппанк.

### Візуальні елементи
Класичний образ американського панк-рокера включав футболку, мотоциклетну куртку і джинсовий ансамбль в стилі музикантів рокабілі і британських рокерів 1960-х. На обкладинці дебютного альбому гурту Ramones (1976) — знімок фотографа Роберта Бейлі, на ньому зображені основні елементи стилю, який став іконою для наслідування серед панків, а також рок-виконавців в цілому.
Більш андрогінний і хуліганський образ Річарда Гелла — популяризатора англійської шпильки — був головним джерелом натхнення для менеджера Sex Pistols Малькольма Макларена і, в свою чергу, для візуального стилю всього британського панк-року. Проте модельєр Вів'єн Вествуд, колега Макларена, приписувала перше використання англійських шпильок Сідові Вішесу і стверджувала, що Джонні Роттен був першим британським панком, який розірвав футболку на сцені. Хоча мало хто з шанувальників панк-сцени міг собі дозволити купити дизайнерські роботи Макларена і Вествуд, вони стали відомі широкому загалу завдяки успіхові Sex Pistols і зробили істотний внесок у розвиток і різноманітність панк-стилю. Жіноча панк-мода також руйнувала усталені стереотипи року і блюзу: стилі варіювалися від недбалих, андрогінних нарядів (Патті Сміт) до бондажного одягу (С'юзі С'ю). Згодом поширеними елементами панк-стилю як серед музикантів, так і серед фанатів, стали татуювання, пірсинг, а також металеві і шиповані аксесуари — «розраховані на те, щоб турбувати і обурювати». Серед інших характерних аспектів панк-руху — зачіска, яка є важливим засобом демонстрації свободи самовираження. Спочатку типова чоловіча зачіска була короткою і неохайною стрижкою; пізніше з'явився ірокез, який став характерним і впізнаваним елементом стилю. Поряд з ірокезом, одним з характерних елементів панк-року вважають зачіску у вигляді довгих шипів. У свою чергу, багато представників хардкор-сцени використовували у своєму іміджі зовнішні атрибути субкультури скінхедів.

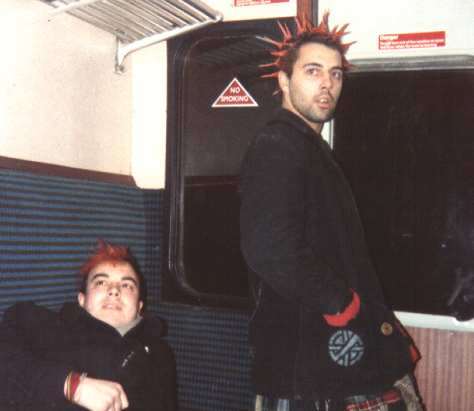
Британські панки в метро, 1986 рік

Сценічна поведінка чоловіків-панків не сильно відрізнялася від класичного амплуа мачо, поширеного серед рок-музикантів. Однак жіночі представниці жанру чіткіше відділяли свій стиль від суміжних рок-сцен. На думку експерта Джона Строма, зробивши це, жінки створили типаж, який традиційно вважають чоловічим: «Вони адаптували грубий, нежіночний імідж, який більше запозичив від амплуа „мачо“ з гаражного року 60-х, ніж від вивіреного образу „поганого дівчиська“ з гуртів на кшталт The Runaways». Публіцист Дейв Ленг зазначав, що басистка Гей Адверт адаптувала елементи моди, що асоціюються з музикантами-чоловіками, спеціально для того, щоб створити навмисно асексуальный сценічний образ. Ленг фокусувався на більш інноваційних і складних сценічних образах, представлених у дестабілізуючому колишні еротичні типажі підході С'юзі С'ю, Арі Ап (The Slits) і Полі Стайрін (X-Ray Spex).
Відсутність вираженої ритмічної частки в панк-музики стала причиною нетипових танцювальних елементів, які стали характерними для даного жанру. Класичним панк-танцем вважається пого, популяризацію якого в Британії приписують Сіду Вішезу. Його вважають творцем танцю, оскільки ще до приєднання до Sex Pistols, присутній як глядач на одному з їхніх концертів, станцював пого. У свою чергу, для хардкор-руху характерні елементи мошу і слему. Відсутність традиційних танцювальних ритмів була центральним фактором, який обмежив комерційний вплив панк-року на мейнстрим.
Стирання бар'єру між музикантами і слухачами займає центральне місце в концертній етиці панку. Активна участь фанатів — важливий елемент кожного шоу; під час першої хвилі панк-руху це відбувалося в конфронтаційній манері, відповідній бунтарському духові панку. Так, британські гурти Sex Pistols і The Damned навмисно ображали і всіляко провокували аудиторію, щоб домогтися емоційної реакції. Дейв Ленг виділяв три основні форми реакції аудиторії на підбурення: кидання банок з-під пива в музикантів, вторгнення на сцену і плювки або так званий «гоббінг». В хардкор-середовищі друга стадія часто є прелюдією до стейдж-дайвінгу. Крім безлічі фанатів, які формували свої панк-гурти або приєднувалися до вже наявних, глядачі також були важливим елементом руху — у Британії видавалося безліч аматорських періодичних видань, присвячених панк-року. За словами Ленга, панк «був першим музичним жанром, який породжував фензини у великих масштабах».

### Етимологія та класифікація
У період між XVI і XVIII століттями слово «панк» в середовищі простолюдинів вживалося як лайливий синонім «повії». Вільям Шекспір використовував його в цьому значенні в п'єсах «Віндзорські насмішниці» (1602) і «Міра за міру» (1603—1604, опубліковано 1623 року в «Першому фоліо»). Згодом цей термін стали використовувати для опису «молодого шахрая, гангстера, шахрая або хулігана». Легс Макніл пояснював: «Якщо ви дивилися по телевізору поліційні шоу — „Коджак“, „Баретта“ — коли поліціянти нарешті ловили вбивцю, вони кричали: „Ах, ти брудний панк!“. Це було схоже на догану вчителя. І означало — ти нийгірший». Перше задокументоване використання фрази «панк-рок» з'явилося в газеті Чикаго Триб'юн 22 березня 1970 року, автором був Ед Сандерс — співзасновник нью-йоркського гурту The Fugs. Відомим став вислів Сандерса при описі його сольного альбому: «панк-рок сентиментальність реднеків». У грудневому випуску журналу Creem Лестер Бенгс, знущаючись з відносно мейнстримових рок-музикантів, іронічно назвав Іггі Попа «тим самим панком-маріонеткою» (англ. «that Stooge punk»). За словами Алана Веги цей термін надихнув його на ідею описувати свої концерти як «панк-месу» в перші кілька років існування Suicide.

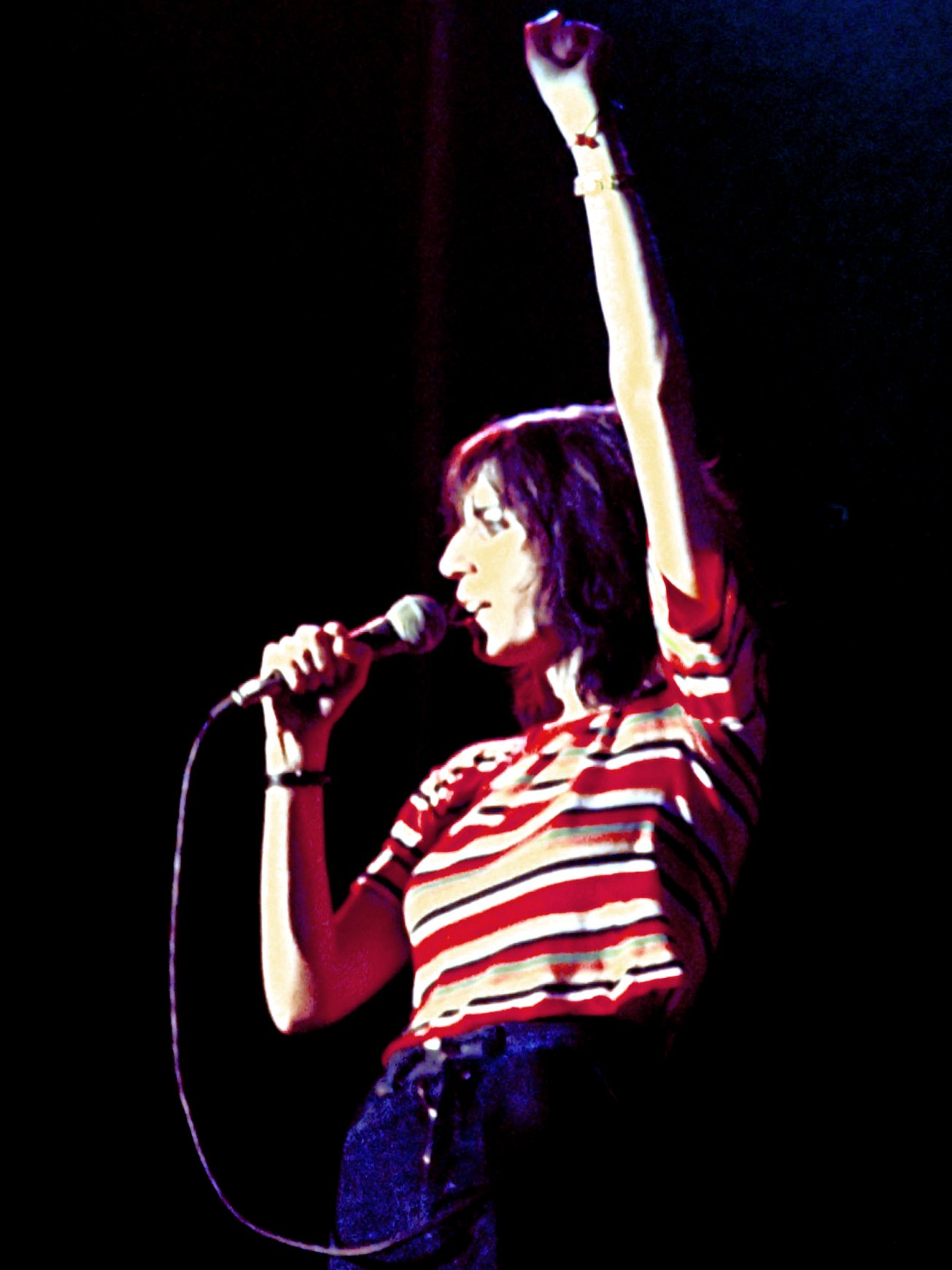
Виступ Патті Сміт (1976)

Першим музичним критиком, що вжив термін «панк-рок» був Дейв Марш: у травневому номері Creem 1971 року він назвав гурт ? and the Mysterians одним із найпопулярніших колективів гаражного року 1960-х, підсумувавши «зразковий прояв панк-року». Між тим, того ж року на сторінках свого фензину Who Put the Bomp Грег Шоу схарактеризував те, що він називав «панк-роком», як «білий підлітковий хард-рок 64-66 років» (Standells, Kingsmen, The Shadows of Knight тощо)". Лестер Бенгс вживав термін «панк-рок» у низці статей, написаних на початку 1970-х, розповідаючи в них про гаражні гурти середини 1960-х. Так, в есе для журналу Creem «Psychotic Reactions and Carburetor Dung» (укр. «Психозні реакції та карбюраторний гній», червень 1971 року) він написав: «коли почали з'являтися панк-гурти, які складали власний матеріал, але брали за основу звучання The Yardbirds і зводили його до безглуздого, ф'юзового брязкоту. …О, це було просто чудово, це був чистий фольклор, Стара Америка, іноді мені здається, що це були найкращі часи».
До грудня термін прижився в журналістському середовищі настільки міцно, що аналізуючи смаки своїх колег (зокрема Ніка Тошеса) Еллен Вілліс з The New Yorker написала так: «Панк-рок став улюбленим схвальним терміном». У буклеті збірки 1972 року Nuggets, музикант і рок-журналіст Ленні Кей використовував дві варіації терміна: першу — «панк-рок», есе до диска, описуючи жанр гаражних гуртів 1960-х, а другу — «класичний гаражний панк», в описі композиції гурту The Shadows of Knight 1966 року. У травні 1973 року під керівництвом Біллі Олтмена вийшов панк-журнал (punk magazine). Видання проіснувало недовго і було присвячене здебільшого гаражного року і психоделії 1960-х.
У травні 1974 року музичний оглядач газети Лос-Анджелес Таймс Роберт Гілберн опублікував рецензію на альбом Too Much Too Soon гурту New York Dolls. «Я ж вам казав, New York Dolls має вартісні речі», — писав він, схарактеризувавши запис як «можливо, найкращий приклад сирого […] панк-року від часів „Exile on Main St.“ The Rolling Stones». У свою чергу, бас-гітарист бостонського гурту The Real Kids Джефф Єнсен так згадував той період: «один з журналістів […] побував на нашому шоу і написав чудову статтю, назвавши нас „панк-гуртом“ … Ми дивилися один на одного і дивувалися: „а що таке панк?“» В інтерв'ю 1974 року для свого фензину Heavy Metal Digest Денні Шугерман запитав Іггі Попа: «Ти пішов у студію звукозапису зі словами, що ніколи не був панком», на що Поп відповів: «Нууу, я ні. Я ніколи не був панком».
До 1975 року термін «панк» вживали для опису таких різнопланових виконавців, як Bay City Rollers, Патті Сміт і Брюс Спрінгстін. Центральною сценою нового руху став нью-йоркський клуб CBGB, але за жанром все ще не було закріпденої назви. Власник клубу — Гіллі Крістал охрестив рух «вуличним роком»; у свою чергу, Джон Голмстром приписував введення в обіг терміну «панк» редакції журналу Aquarian, «як опис того, що відбувалося в CBGB». Голмстром, Макніл і журнал Punk Геда Данна, який дебютував наприкінці 1975 року, відіграли вирішальну роль у кодифікації цього терміну. «Було досить очевидно, що це слово стало дуже популярним» — пізніше відзначав Голмстром. «Ми вирішили привласнити це ім'я раніше, ніж хтось заявить на нього свої права. Ми хотіли позбутися всілякої нісенітниці, прибравши все зайве з рок-н-ролу, і повернути веселощі і жвавість».

## Виникнення

### Гаражний рок і біт-музика
За однією теорією весь панк-рок походить від «La Bamba» Річі Валенса. Просто пороздумуйте про триакордну маріачі Валенса у світлі «Louie Louie» у виконанні The Kingsmen, потім проаналізуйте «Louie Louie» у світлі «You Really Got Me» гурту The Kinks, потім «You Really Got Me» у світлі «No Fun» — The Stooges, після чого «No Fun» у світлі «Blitzkrieg Bop» — Ramones і, нарешті, зверніть увагу, що «Blitzkrieg Bop» звучить дуже схоже на «La Bamba»
На початку та в середині 1960-х у Північній Америці почала формуватися сцена гаражного року — попередника панку. Записану гуртом цього жанру — The Kingsmen — кавер-версію рок-н-рольного хіта «Louie Louie» Річарда Беррі експерти розглядають як визначальний «уртекст» панк-року. Крім цього, феномен гаражного року набув додаткового імпульсу внаслідок успіху The Beatles на шоу Еда Саллівана, а також завдяки іншим популярним англійським виконавцям, які сформували т. зв. Британське вторгнення. До 1965 року важкіше звучання британських колективів, таких як The Rolling Stones, Kinks і Yardbirds, ставало впливовішим у рок-музиці поряд з американськими гаражними гуртами.
1964 року на хвилі буму молодіжного руху модів і біт-музики міжнародну популярність здобули хіти гурту The Kinks «You Really Got Me» і «All Day and All of the Night», складені під впливом «Louie Louie». Ці композиції називали «попередниками всього трьохакордного жанру». Рік по тому британський гурт The Who еволюціював з «клонів The Kinks» (з дебютним синглом «I Can not Explain») до «голосу покоління» (з однією з найвідоміших своїх робіт «My Generation»). На думку письменника Джона Ріда, цей гімн модів випередив один з різновидів «інтелектуальної суміші музичної лютості і бунтарського образу», який характеризуватиме більшу частину пізнього британського панк-року 1970-х. Згодом The Who і ще низка модів, зокрема The Small Faces, були одними з небагатьох колективів, що передували панку, визнаних гуртом Sex Pistols.

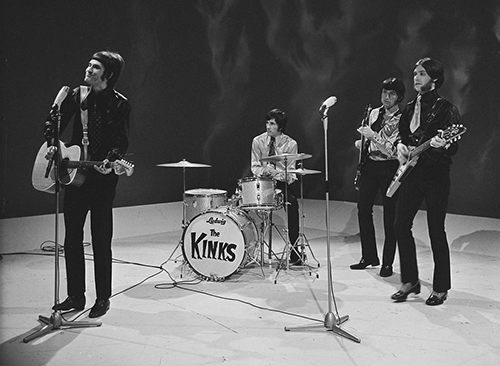
The Kinks на німецькому ТБ, 1967 рік

Крім Британії та США, своя панк-сцена формувалася в Австралії. 1965 року гурт Los Saicos записав композицію «Demolicion», що стала одним з найвідоміших зразків раннього панку. Портал AllMusic так відгукувався про цей колектив: «Гітари не схожі ні на що і звучать як фонтани іскор, ударні пульсують в дусі пост-серфа, а вокаліст не потрапляє в ноти», підсумувавши: «Ці хлопці вже були панк-гуртом, навіть якщо ніхто за межами Ліми не знав про це в той час». У свою чергу, випущений того ж року сингл гаражного рок-гурту The Missing Links — «Wild About You» (1965) — став десятиліття по тому джерелом натхнення для одного з найвідоміших колективів австралійського панк-року — The Saints.
Після 1967 року американський гаражний рок почав втрачати популярність, але сире звучання і аутсайдерський менталітет гуртів цього жанру, таких як The Sonics, The Seeds, The Remains, The Standells і The Shadows of Knight стали передвісниками стилю майбутніх андеграундних виконавців, таких як MC5 і The Stooges.

### Протопанк

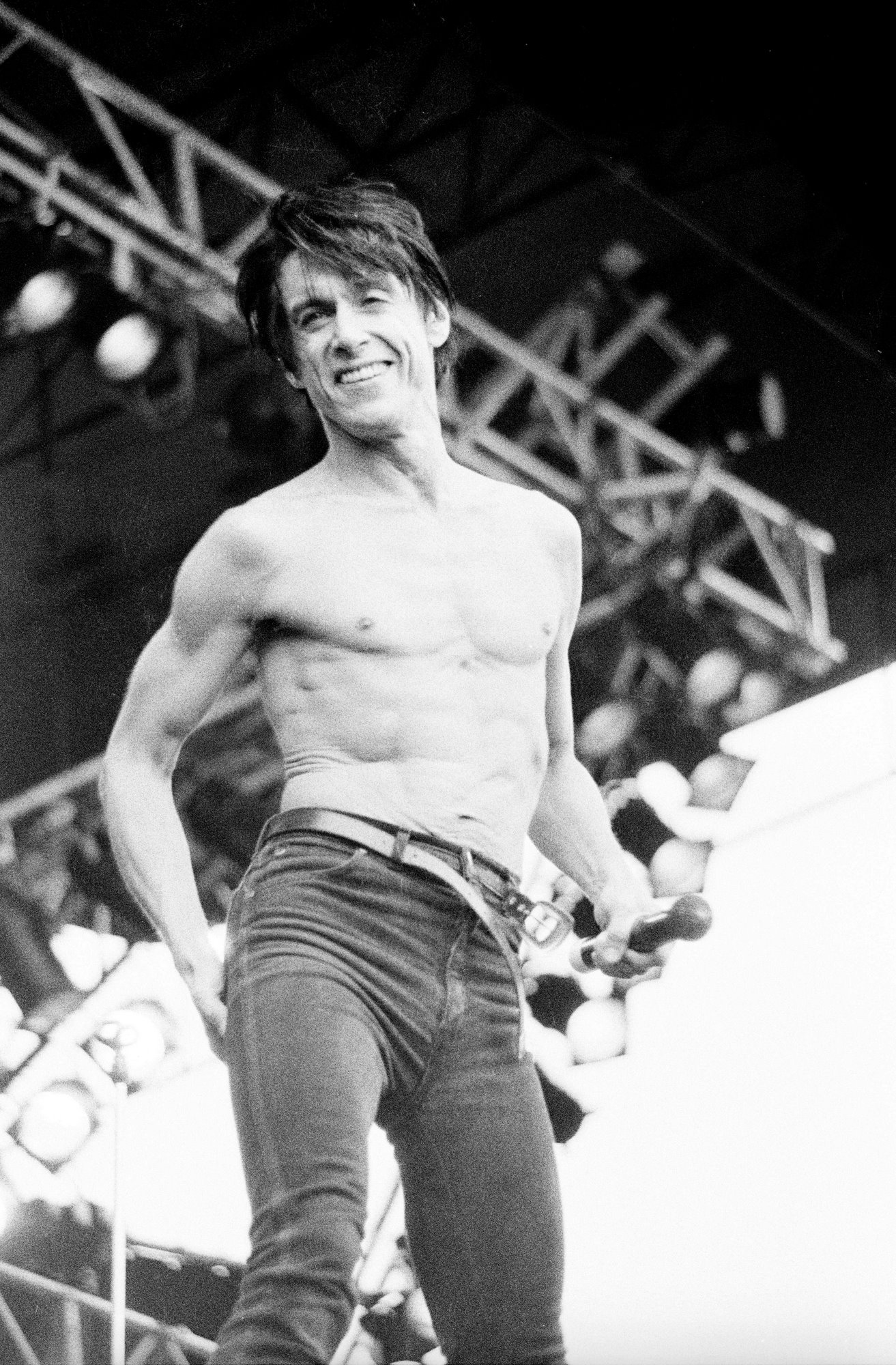
"Хрещений батько панк-року Іггі Поп під час концерту

У серпні 1969 року вийшов дебютний альбом гурту The Stooges. За словами критика Гріла Маркуса, мічиганський колектив під керівництвом Іггі Попа створив «звук, подібний до Аеромобіля Чака Беррі, якого шпана розібрала на запчастини». Продюсером лонгплею був Джон Кейл, колишній учасник нью-йорксього гурту в стилі експериментального року The Velvet Underground. Заробивши «репутацію першого андеграундного рок-гурту», The Velvet Underground прямо або побічно надихнули багатьох з тих, хто брав участь у створенні панк-року. На початку 1970-х нью-йоркський колектив New York Dolls оновив початкову «дикість» рок-н-ролу 1950-х, додавши до зовнішнього вигляду екстравагантності; стиль, який вийшов у підсумку, пізніше став відомий як глем-панк. У той самий період на нью-йоркській сцені з'явився дует Suicide, який виконував мінімалістичну експериментальну музику і влаштовував провокації на сцені в дусі поведінки The Stooges. Бостонський колектив The Modern Lovers на чолі з фронтменом Джонатаном Річманом — великим фанатом The Velvet Underground, також намагався привернути до себе увагу за рахунок мінімалістичного стилю. У свою чергу, гурт The Dictators, який виступав у клубі Coventry, використав рок-музику як засіб для саркастичного посилання. 1974 року наступна хвиля гаражного року почала об'єднуватися навколо нової сцени — нічного клубу The Rathskeller, розташованого в Бостоні на площі Кенмор. Серед головних резидентів закладу були гурти: The Real Kids, заснований колишнім учасником The Modern Lovers Джоном Феліче; Willie Alexander and the Boom Boom Band, фронтменом якого кілька місяців був учасник The Velvet Underground, а також Mickey Clean and the Mezz. Того ж року детройтський колектив Death, який складався з трьох афроамериканців, записав «спопеляючий і дикий ур-панк», але музиканти не змогли знайти лейбл для випуску матеріалу. У штаті Огайо сформувалася своя невелика, але впливова андеграундна сцена. Найяскравішими її представниками були: Devo, Electric Eels, Mirrors і Rocket from the Tombs. 1975 року гурт Rocket from the Tombs розпався, після чого його колишні учасники сформували окремі колективи — Pere Ubu і Frankenstein. Така ж ситуація склалася з музикантами Electric Eels і Mirrors, згодом деякі з них об'єдналися в гурт The Styrenes.
У британському андеграунді кінця 1960-х виділявся гурт The Deviants, який виконував психоделічну музику з елементами сатири і анархізму, а також використовував у своїх шоу ідеї ситуаціонізму, тим самим обігнавши схожий концертний імідж Sex Pistols майже на десятиліття. 1970 року колектив розпався, а на його основі утворився гурт Pink Fairies, який продовжив концептуальний курс оригіналу. Створивши на початку 1970-х сценічне Alter ego — Зіггі Стардаста, Девід Бові також зробив акцент на театральності і гротескності своїх шоу — аспекти, які запозичили Sex Pistols і деякі інші панк-виконавці, такі як. У свою чергу, представники лондонської паб-рок сцени, які також вплинули на панк-рух, були об'єднані ідеєю повернути рок-музику до її витоків: відмітною рисою їх звучання був важкий рок-н-рол, навіяний класичним ритм-н-блюзом. Завдяки популярності провідного колективу жанру, Dr. Feelgood, до 1974 року популярність здобули такі гурти, як The Stranglers і Cock Sparrer, які згодом стали частиною панк-буму.
Панк-рок колективи, які випередили панк-рок, також існували в деяких інших західних країнах. Сформований 1971 року німецький (Дюссельдорф) колектив Neu! спирався на експериментальне краут-рок звучання у дусі гурту Can. У Японії виділявся колектив Zunō Keisatsu (Brain Police), що комбінував у своїй музиці гаражну психоделію (т. зв. ейсид-рок) та фолк і мав яскраво виражену позицію проти істеблішменту. Музиканти регулярно стикалися з цензурою і постійно влаштовували провокації на сцені — так, одне з їхніх шоу включало акт мастурбації. Нове покоління австралійських гаражних рок-гуртів, головним чином натхненне музикою The Stooges і MC5, впритул наближалося до звуку, який будуть характеризувати як «панк». Крім цього, The Saints згодом відзначали вплив «сирого» концертного звучання британського колективу The Pretty Things, який гастролював по Австралії і Новій Зеландії в 1975 році.

## 1974—1976: перша хвиля

### Північна Америка

#### Нью-Йорк
Витоки нью-йоркській панк-сцени можна простежити у таких музичних рухах, як трэш-культура кінця 1960-х і початку 1970-х, зосереджені в артцентрі Мерсера (Гринвіч-Віллидж), де виступала група New York Dolls. На початку 1974 року навколо клубу CBGB, також розташованого в Нижньому Мангеттені, почала формуватися нова музична сцена. Одним з її локомотивів була група Television, яку критик Джон Вокер описав як «канонічний гаражний рок-гурт з амбіціями». Television внесли в свій стиль звучання найяскравіших представників тогочасного андеграунду — від музики The Velvet Underground до гітарної техніки (стаккато) Вілко Джонсона з гурту Dr. Feelgood. Відмітними елементами іміджу фронтмена колективу Річарда Гелла були неохайна зачіска, рвана футболка і чорна шкіряна куртка, які стали основою для візуального стилю панк-року. У квітні 1974 року Патті Сміт, представниця артцентру Мерсера і подруга Гелла, вперше приїхала в CBGB, щоб відвідати виступ Television. Як ветеран незалежного театру і поетичних перформенсів, Сміт створювала інтелектуальну, феміністську музику на основі класичного рок-н-ролу. 5 червня вона записала свій подвійний сингл «Hey Joe»/«Piss Factory» за участю гітариста Television Тома Верлена; випущений на її власному лейблі Mer Records, він ознаменував початок творчого підходу «зроби це сам» (DIY), що став філософією панк-року, і часто вважається першим записом цього жанру. У серпні Сміт і Television організували серію спільних концертів в іншому мангеттенському клубі — Max's Kansas City.
У районі Форест-Гіллс, за декілька миль від Мангеттена, сформувався ще один новий гурт — Ramones. Звучання цього колективу спиралося на різнопланову музику, від The Stooges і The Beatles до The Beach Boys і Herman's Hermits, музиканти конденсували рок-н-рол до примітивного рівня: «на початку кожної пісні басист Ді Ді Рамон кричав „1-2-3-4!“, як ніби група ледве знала ази ритму». 16 серпня 1974 року Ramones відіграли свій перший концерт в CBGB, того ж місяця там дебютував ще один гурт — Angel and the Snake, який пізніше змінив назву на Blondie. До кінця року Ramones відіграли 74 концерти, кожен тривалістю близько сімнадцяти хвилин. «Коли я вперше побачила Ramones» — згадувала критикиня, — «Я не могла повірити, що люди опустилися до такого. Дурня-дурнею». У схожій манері записував свій дебютний альбом гурт The Dictators. Випущений в березні 1975 року Go Girl Crazy! поєднував у собі абсурдний, оригінальний матеріал («Race Master Rock») і гучні, безцеремонні кавер-версії поп-пісень («I Got You Babe» дуету Sonny & Cher).

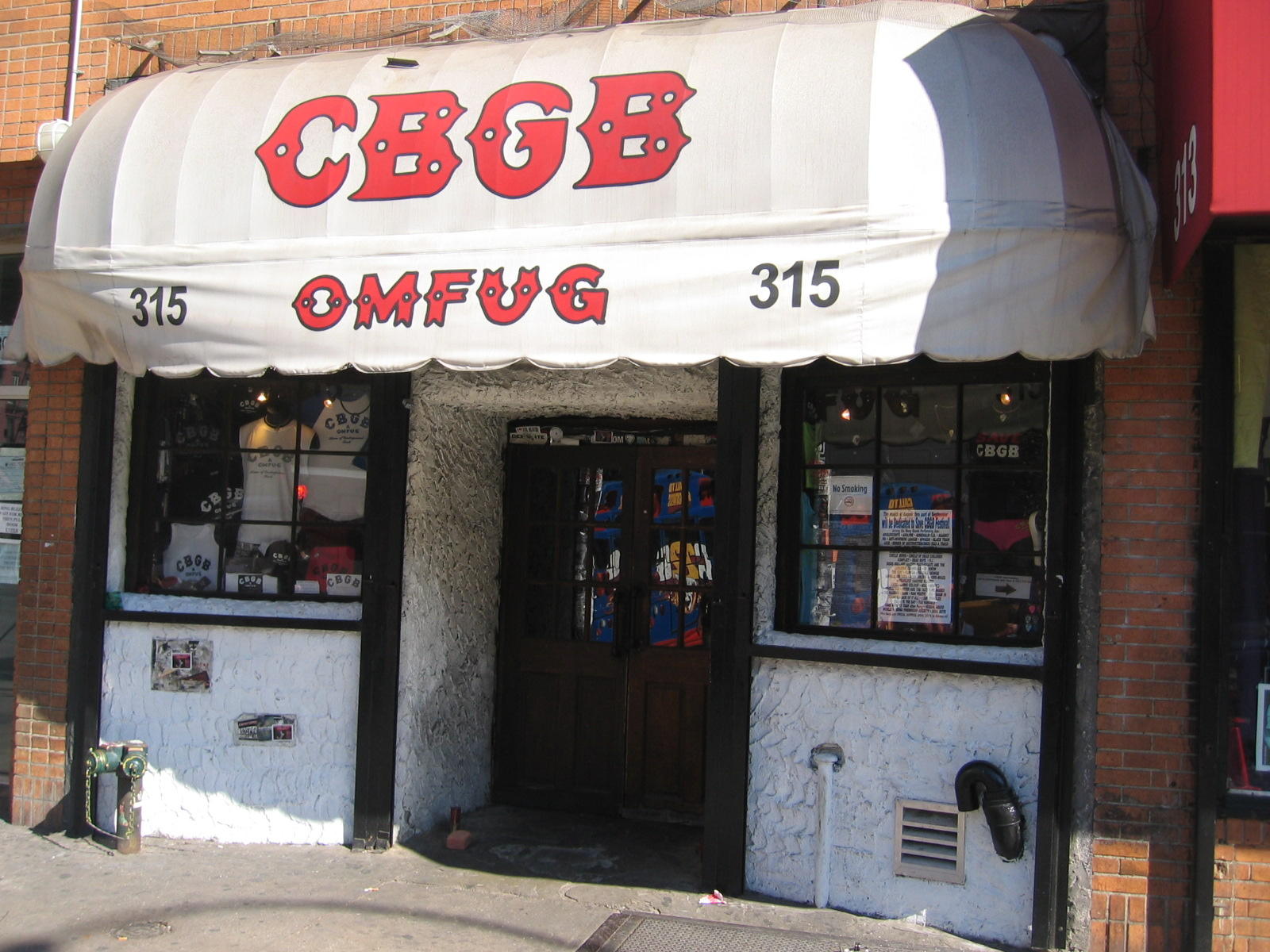
Фасад клубу CBGB, Нью-Йорк

Тієї ж весни Сміт і Television два місяці поспіль ділили майданчик CBGB на вихідних, їх концерти значно підвищили престиж клубу. Серед пісень Television була «Blank Generation» Річарда Гелла, яка стала символічним гімном панк-руху. Незабаром після цього Гелл покинув Television і заснував гурт з простішим звуком — Johnny Thunders & The Heartbreakers, об'єднавшись з колишніми музикантами New York Dolls Джонні Сандерсом і Джеррі Ноланом. Тандем Гелла і Сандерса описували як «ті, хто внесли поетичне розуміння в безсенсове саморуйнування». Липневий фестиваль у CBGB, у якому взяли участь понад тридцять нових груп, став першою подібною подією, докладно висвітленою в пресі. У серпні Television (за участю Фреда Сміта — колишнього басиста Blondie, який замінив Гелла) випустили сингл «Little Johnny Jewel» на незалежному лейблі Ork. За словами Джона Вокера, запис став «поворотним моментом для звуку всієї нью-йоркської сцени», якщо не для панк-року загалом — відхід Гелла зробив гурт «набагато менш маргінально-агресивним».
Серед інших «резидентів» CBGB були Mink DeVille і Talking Heads. Серед колективів, пов'язаних з Max's Kansas City, фігурував дует Suicide, а також ансамбль Джейн Каунті, ще однієї представниці Арт Центру Мерсера. Першим альбомом, який випустили завсідниками цих мангеттенських клубів, був лонгплей Патті Сміт — Horses, який вийшов у листопаді 1975 року. Платівку спродюсував Джон Кейл на мейджор-лейблі Arista. У грудні вийшов перший номер журналу Punk. Видання присвячувалося таким попередникам жанру, як Лу Рід (The Velvet Underground), The Stooges, New York Dolls та The Dictators, а також новим виконавцям — вихідцям з CBGB і Max's. Взимку того ж року в цих клубах виступив клівлендський гурт Pere Ubu.
На початку 1976 року Гелл полишив The Heartbreakers, незабаром сформувавши новий гурт, що дістав назву The Voidoids. Його вважали «одним з найбільш безкомпромісних гуртів» панк-руху. У квітні на лейблі Sire Records вийшов дебютний однойменний альбом Ramones, його перший сингл — «Blitzkrieg Bop» — починався зі знаменитого кличу «Гей, гоу, понеслася!». Згідно з ретроспективним описом, «Подібно до всіх культурних вододілів, „Ramones“ був оцінений належно лише небагатьма — більшість сприйняли його як невдалий жарт». З подачі вокаліста Ramones — Джові Рамона, музиканти клівлендського гурту Frankenstein переїхали на схід, щоб приєднатися до нью-йоркської сцени. Змінивши назву на The Dead Boys, вони зіграли свій перший концерт наприкінці липня. У серпні на лейблі Ork вийшов мініальбом нового гурту Гелла, який містив першу студійну версію «Blank Generation».
Серед інших нью-йоркських майданчиків, популярних серед представників панк-руху, були клуби: Lismar Lounge (41 First Avenue) і Aztec Lounge (9th Street).
На ранній стадії термін «панк» був загальним визначенням сцени, а не конкретного стилістичного підходу, як це стало пізніше. Перші нью-йоркські панк-гурти демонстрували широкий спектр музичних стилів. Втім Ramones, The Heartbreakers, Richard Hell and the Voidoids і The Dead Boys сформували свою власну нішу. Навіть там, де вони явно відрізнялися один від одного, у складанні текстів — очевидна щирість Ramones з одного боку, серйозний зміст Гелла з іншого — їх пов'язував спільний бунтарський менталітет. Однак елементи, які їх об'єднували — мінімалізм і швидкість — це ще не стали характерними атрибутами панк-року.

#### Інші міста США
Крім Нью-Йорка, в США утворилося ще кілька регіональних панк-сцен. 1974 року в Оклахомі (Чикаша) сформувалися гурти Victoria Vein і Thunderpunks. Рік по тому там само з'явився колектив під назвою Debris, його дебютний альбом Static Disposal (1976 року) справив великий вплив на музикантів альтернативного року, зокрема: Scream, Nurse with Wound, Melvins і Sonic Youth. 1975 року в Міннеаполісі сформувався The Suicide Commandos — один з перших гуртів за межами Нью-Йорка, який почав грати в стилі Ramones (жорсткіше-голосніше-швидше), що став характерним для панк-року. 1976 року детройтський колектив Death випустив запис «Politicians in My Eyes», що звучить у стилі раннього панку. Того ж року на Західному узбережжі з'явилися перші панк-сцени в Сан-Франциско (Crime та The Nuns) і Сіетлі (Telepaths, Meyce та Tupperwares). Вони мали схожі смаки і менталітет з гуртами з Британії, де в цей період панк-рух переживав бум. У Лос-Анджелесі рок-критик Річард Мелтцер заснував гурт VOM (скорочено від «блювотина»). Там само через рік Эліс Бег сформувала колектив The Bags. Бег вплинула на голлівудську панк-сцену, включивши у свою творчість музичні елементи національних культур Мексики і Чикано: т. зв. жанр «canción ranchera», який перекладається як «сільська пісня» й характерний для ансамблів маріачі, а також «estilo bravío» — дикий стиль виконання пісень, який часто фігурує в панку. У Вашингтоні піонерами руху були рут-рокери Razz, які надихнули такі гурти — Overkill, The Slickee Boys, The Look і White Boy. Також регіональна сцена сформувалася в Бостоні — її центральним місцем був клуб Rathskeller (також відомий як просто Rat), а першим помітним гуртом — DMZ. У свою чергу, в Блумінгтоні (штат Індіана), з'явився гурт The Gizmos, що виконував музику в жартівливій, паскудній манері (натхненній The Dictators), пізніше названій «frat punk».
Як і у випадку з гаражним роком, популяризації локальних панк-сцен сприяли місцеві ентузіасти — керівники нічних клубів або організатори концертів (в школах, гаражах або на складах), що рекламувалися за допомогою листівок чи фензинів. Такий підхід віддзеркалював DIY ідеологію панку — відразу до комерційного успіху і прагнення зберегти творчу та фінансову самостійність. За словами Джо Гарварда, представника бостонської сцени, найчастіше це було просто необхідністю — відсутність місцевої звукозаписної індустрії та відомих музичних журналів залишала мало способів для реалізації, крім DIY.

### Австралія
У той самий період схожа, заснована на музиці, субкультура почала формуватися в різних частинах Австралії. Локомотивом руху був гурт Radio Birdman, що базувався в клубі Oxford Tavern (пізніше перейменованому в Oxford Funhouse), розташованому в передмісті Сіднея (Дарлінгхарст). У грудні 1975 року гурт виграв конкурс, організований журналом Rock Australia Magazine — «levi's Punk Band Thriller». Ще одним помітним представником австралійського панк-року був колектив The Saints із Брисбена, до 1976 року він став місцевою знаменитістю і завсідником клубу «Club 76». Незабаром гурт дізнався, що в інших країнах існують схожі музичні рухи. Один зі співзасновників The Saints — Ед Кюппер пізніше згадував: «Одна річ, яку я пам'ятаю, справила на мене дуже гнітючий ефект, це був перший альбом Ramones. Коли я почув його [1976], я маю на увазі, це був відмінний альбом… але я ненавидів його, бо знав — ми займалися цим роками. На тому альбомі була навіть послідовність акордів, яку ми використовували… і я подумав: „Чорт забирай, тепер нас будуть порівнювати з Ramones [приписувати їхній вплив]“, [той випадок], коли ніщо не може бути далі від істини».
На іншому кінці Австралії, в Перті, сформувався колектив Burn My Eye за участю співака і гітариста Кіма Салмона (серпень 1976 року). Місяць по тому The Saints став першим панк-рок-гуртом за межами США, який випустив запис — сингл «(I'm) Stranded». Як і у випадку з дебютом Патті Сміт, гурт самостійно фінансував, упаковував і поширював реліз. «(I'm) Stranded» не справив великого впливу на батьківщині музикантів, але британська музична преса визнала його новаторським записом. На прохання керівництва EMI, австралійський підрозділ лейблу уклав з гуртом контракт. Між тим, у жовтні гурт Radio Birdman випустив мініальбом — Burn My Eye, також самотужки. Згодом критик музичного видання Trouser Press Іен Маккалеб описав запис як «архетип музичного вибуху [буму], який ось-ось мав відбутися».

### Велика Британія
До 1975 року панк-рух міцно тримався в Лондоні і продовжував розширюватися впродовж наступних кількох років. Одним з його учасників був гурт The Flowers of Romance, що не випустив жодного запису і не зіграв жодного концерту, фактично, за рахунок цього домігшись міфічного статусу. За час існування колективу в ньому встигли відіграти близько 40 осіб, серед яких були: Сід Вішез, Марко Пірроні і Вів Альбертайн, яка пізніше приєдналася до The Slits. За словами музикантів, їхня творчість була натхненна музикою The Velvet Underground, Іггі Попа і раннього Девіда Бові. У травні 1975 року до Лондона повернувся Малкольм Макларен, недовгий час пропрацювавши менеджером гурту New York Dolls у Нью-Йорку, де він долучився до панк-руху в клубі CBGB. Макларен був співвласником бутику на Кінгз-Роуд, під назвою «Sex», який мав репутацію «антимодного» місця. Серед тих, хто відвідував цей магазин, були учасники гурту The Strand, просуванням якого займався сам Макларен. У серпні колектив оголосив про пошук нового вокаліста, після низки прослуховувань обрали Джоні Роттена, який також був одним із завсідників бутика. Помінявши назву на Sex Pistols, гурт відіграв свій перший концерт 6 листопада 1975 року в Школі мистецтв Сент-Мартіна і незабаром обзавелася невеликою базою затятих послідовників. У лютому 1976 року колектив отримав перше серйозне висвітлення в пресі: гітарист Стів Джонс заявив, що Sex Pistols були більшою мірою «хаосом», ніж музикою. Під час виступів гурт часто провокував аудиторію на заворушення: на одному з концертів Роттен звернувся до зали зі словами: «Готовий посперечатися, ви ненавидите нас так само сильно, як і ми вас!». Макларен позиціював Sex Pistols як центральних гравців нового молодіжного руху, «зухвалих і грубих». На думку публіциста Джона Севіджа, учасники гурту «втілили в собі світогляд, який Макларен забезпечив новими асоціаціями: радикальна політика кінця 1960-х, сексуальні фетиш-елементи, поп-історія, … молодіжна соціологія».
Вражений зростаючою популярністю Sex Pistols, менеджер і друг Макларена Бернард Роудс прагнув досягнути аналогічного успіху з гуртом London SS. На початку 1976 року колектив розпався, не зігравши жодного концерту; на його основі утворилось два нових гурти: The Damned і The Clash, до останнього приєднався Джо Страммер — колишній фронтмен 101ers. 4 червня 1976 року Sex Pistols відіграли концерт у манчестерській Залі Вільної Торгівлі, який вважають одним з найвпливовіших в історії рок-музики. Шоу відвідало близько 40 глядачів, серед них були його організатори — двоє місцевих музикантів з гурту Buzzcocks, сформованого в лютому того ж року під враженням від Sex Pistols. В залі також були майбутні засновники Joy Division, The Fall і The Smiths.
У липні Ramones перетнули Атлантику, щоб виступити на двох концертах у Лондоні, які активізували британську панк-сцену, що формувалася, і вплинули на її музичний стиль — «миттєво майже кожен гурт став грати швидше». Перше шоу відбулося 4-го числа в клубі The Roundhouse перед аудиторією 2000 осіб, з гуртами Flamin' Groovies і The Stranglers на розігріві. Тієї ж ночі відбувся дебют The Clash на концерті Sex Pistols в Шеффілді. 5 липня члени обох гуртів відвідали друге шоу Ramones — в клубі Dingwalls. Наступного дня The Damned відіграли свій перший концерт на розігріві у Sex Pistols в Лондоні. За словами публіциста Курта Лодера, Sex Pistols являв собою «розрахований нігілізм, який претендував на тонкий смак, [тоді як] The Clash були прямолінійними ідеалістами, прихильниками ліворадикальної соціальної риторики, які могли б зрівнятися з… Вуді Гатрі в 1940-х роках». У свою чергу, The Damned набули репутації «панк-тусовників». Через тиждень з'явився перший лондонський панк-зин, названий на честь пісні Ramones — Sniffin' Glue. Його підзаголовок виражав зв'язок з тим, що відбувалося в Нью-Йорку: «+ Інші рок-н-рольні звички для панків!».
20 липня відбувся ще один концерт Sex Pistols у Манчестері, на розігріві в яких виступив оновлений склад гурту Buzzcocks. Це шоу надало додаткового імпульсу місцевій панк-сцені. У серпня на південному заході Франції (комуна Мон-де-Марсан) відбувся самопроголошений «Перший європейський фестиваль панк-року». Гедлайнером заходу був лондонський паб-рок-гурт Eddie and the Hot Rods. Спочатку на фестивалі мали виступити Sex Pistols, однак організатори передумали укладати з гуртом контракт, оскільки музиканти «зайшли занадто далеко», вимагаючи від них провідного статусу і висуваючи ще низку преференцій; The Clash також відмовилися виступати — на знак солідарності. У підсумку, єдиним новим панк-гуртом на фестивалі був The Damned.
Упродовж наступних кількох місяців сформувалося безліч нових панк-гуртів, часто безпосередньо натхнених творчістю Sex Pistols. На лондонській панк-сцені, де жінки фігурували на одних з центральних ролей, це були гурти з солістками — Siouxsie and the Banshees (С'юзі С'ю) і X-Ray Spex (Лора Лоджик), бас-гітаристками — The Adverts (Гей Адверт) і Nipple Erectors (Шенні Бредлі), а також повністю жіночий колектив — The Slits. Іншими лондонськими гуртами, створеними в цей період, були: Subway Sect, Eater, Wire, The Stranglers, The Subversives, The London і Chelsea, кілька музикантів якого незабаром сформували Generation X. Крім цього, в Гершемі з'явився колектив Sham 69, а в Даремі була сформувався гурт Penetration з вокалісткою Полін Мюррей. 20-21 вересня в Лондоні пройшов фестиваль «100 Club Dance Festival», де були представлені чотири основні британські панк-колективи (велика трійка з Лондона і Buzzcocks), а також парижани Stinky Toys, можливо, перший панк-рок-гурт з неангломовної держави. У перший день фестивалю відбулися дебютні шоу Siouxsie and the Banshees і Subway Sect; того ж вечора в Манчестері відбувся перший концерт гурту Eater. На другий день фестивалю заарештували одного з глядачів — Сіда Вішеса, якому пред'явили звинувачення в нападі на гурт The Damned — він кинув на сцену пляшку, осколки якої потрапили в дівчину із зали (внаслідок чого вона втратила око). Висвітлення інциденту в пресі посилило репутацію панк-руху як соціальної загрози.

Стилізований постер «Anarchy in the U.K.» — який зображує розірваний прапор Великої Британії, скріплений англійськими шпильками. Згодом робота Джеймі Ріда справила значний вплив на панк-стиль і сучасний графічний дизайн загалом

Деякі нові колективи, такі як Punk TV (Лондон), Rezillos (Единбург) і The Shapes (Лемінгтон), стали ототожнюватися з панком після того, як почали виконувати експериментальну музику. Інші, з більш традиційною рок-н-рольної концепцією, самі переходили в новий жанр: так, сформований в лютому 1976 року паб-рок-гурт The Vibrators змінив імідж і звучання на хвилі панк-буму. Крім новачків, з панком стали асоціювати й більш імениті колективи, серед яких були: нео-моди The Jam (Суррей), а також паб-рокери The Stranglers і Cock Sparrer. Поряд з музичними початками, спільними по обидва боки Атлантики, і розважливим конфронтаціоналізмом у стилі ранніх The Who, британські панки також віддзеркалили вплив глем-року і пов'язаних з ним гуртів, таких як Slade, T. Rex і Roxy Music. Одним з колективів, які відкрито визнали цей вплив, був The Undertones з Північної Ірландії (Деррі).
У жовтні The Damned став першим британським панк-гуртом, який випустив сингл з романтичним сюжетом — «New Rose». Тенденцію продовжили музиканти з The Vibrators, які записали через місяць композицію «We Vibrate», а також рок-співак Кріс Спеддінг з треком «Pogo Dancing». Останній можна було назвати панк-піснею з великою натяжкою, проте, багато хто розцінює його як першу композицію про сам панк-рок. 26 листопада Sex Pistols випустили «Anarchy in the U.K.» — дебютний сингл, з яким гурт домігся слави «національних скандалістів». Постер з «анархічним [британським] прапором» художника Джеймі Ріда, а також його інші дизайнерські роботи для Sex Pistols допомогли створити самобутню візуальну естетику панку. 1 грудня стався інцидент, який зміцнив негативне сприйняття жанру серед обивателів: під час вечірнього ток-шоу «On Thames Today» гітарист Sex Pistols Стів Джонс вступив в усну перепалку з ведучим — Біллом Гранді, зреагувавши на його провокацію. Джонс назвав Гранді «брудним покидьком» у прямому ефірі, тим самим викликавши полеміку в ЗМІ. Два дні по тому Sex Pistols, The Clash, The Damned і Heartbreakers вирушили в Anarchy Tour — серію концертів по містах Великої Британії. Однак, власники закладів скасували багато шоу через скандал з Гранді.

## 1977—1978: друга хвиля
До 1977 році в Австралії, Великій Британії та США, а також у багатьох інших країнах, сформувалася друга хвиля панк-року. Однією з характерних рис другої хвилі було широке різноманітність звучання колективів, представники однієї і тієї ж сцени могли кардинально відрізнятися по звуку, що відображало еклектичне стан жанру в той період. Хоча панк-рок залишався андеграундним феноменом в Північній Америці, Австралії та інших країнах, у Великій Британії він, на якийсь час, став національною сенсацією.

### Північна Америка

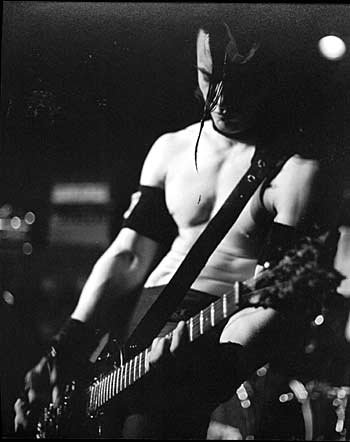
Гітарист групи The Misfits — родоначальника горор-панку

На початку 1977 року каліфорнійський панк-сцена перебувала на піку своєї активності. У Лос-Анджелесі були гурти: The Weirdos, The Zeros, Black Randy and the Metrosquad, The Germs, X, The Dickies, Bags, а також The Screamers (спочатку відомі як The Tupperware). Сан-Франциско представляли колективи: The Avengers, Negative Trend, The Mutants, The Sleepers і The Dils, родом з Карлсбада. На Північному Заході були сформовані гурти Wipers (Портленд) і The Lewd (Сіетл). У свою чергу, в Канаді панк-рух зосередилось у Ванкувері, одними з провідних його представників були гурти Furies і Dee Dee and the Dishrags (повністю жіноча). Також, помітними колективами цього регіону були: D.O.A., The Subhumans, The K-Tels (пізніше перейменовані в Young Canadians) та Pointed Sticks.
У східній частині Канади (Торонто), творчість групи Dishes створила базис для другої великої панк-сцени країни, рух отримав додатковий імпульс після гастролей Ramones в цьому регіоні, у вересні 1976 року. Серед представників центральної області Канади (Онтаріо), були такі колективи, як: The Diodes, The Viletones, Battered Wives, The Demics, Forgotten Rebels, Teenage Head, The Poles і The Ugly, поряд з The Dishrags, The Curse і B Girls — першими жіночими панк-гуртами Північної Америки. У липні 1977 року The Viletones, The Diodes, The Curse і Teenage Head виступили на т. зв. «Канадському вечорі» в клубі CBGB.
До середини 1977 року в центральній частині Нью-Йорк панк-рок поступився статусом передового жанру анархічному звучанню таких гуртів, як Teenage Jesus and the Jerks і Mars, стиль яких згодом дістав назву No wave. Втім, на панк-сцені залишилося кілька оригінальних колективів, а також продовжували з'являтися нові. Так, у листопаді 1976 року дебютувала група The Cramps, кілька музикантів якої були з Сакраменто, відігравши перший концерт в CBGB на розігріві у Dead Boys. Незабаром The Cramps стали виступати в клубі Max's Kansas City на постійній основі. У свою чергу, в сусідній Нью-Джерсі була сформована група The Misfits. Взявши за основу імідж в стилі фільмів категорії «Б», який пізніше дістав назву горор-панк, вони дебютували в CBGB у квітні 1977 року.
У січні 1977 року вийшов другий альбом Ramones — Leave Home. В кінці серпня вийшов перший лонгплей гурту Dead Boys — Young Loud and Snotty. У жовтні побачили світ ще дві дебютні платівки: Blank Generation (Richard Hell and the Voidoids) та L. A. M. F. (The Heartbreakers), один з треків якого — «Chinese Rocks» — був присвячений згуртованості панк-руху, а також популярного серед музикантів цього жанру наркотику — героїну. Назва пісні була відсиланням до одного з найсильніших різновидів наркотику. Авторами тексту були Ді Ді Рамон і Річард Гелл — обидва вживали героїн, у свою чергу, в The Heartbreakers цим наркотиком захоплювалися Джеррі Нолан і Джонні Сандерс. У листопаді 1977 року вийшов третій альбом Ramones — Rocket to Russia.
1977 року до панк-руху приєднався клівлендський гурт The Pagans, який до того грав у жанрі прото-панк. Крім того, в штаті Огайо сформувались Bizarros (Акрон) і Rubber City Rebels (Кент). В Індіані з'явилася команда MX-80 Sound, в Детройті — The Sillies. Заснований того ж року гурт The Suburbs став частиною сцени двох столиць, лідерами якої вважалися The Suicide Commandos. Крім того, в Аризоні з'явився колектив The Feederz, в Атланті — The Fans, в Північній Кароліні гурти — Chapel hill's H-Bombs і Raleigh's Th' Cigaretz. У свою чергу, чиказька панк-сцена сформувалася завдяки кільком ді-джеям, які перетворили колишній гей-бар — La Mere Vipere — на заклад, що набув популярності як перший американський танцювальний панк-клуб. Серед перших чиказьких панк-гуртів були: The Crucified, Tutu і The Pirates and Silver Abuse. До бостонської сцени клубу The Rathskeller приєдналися: Nervous Eaters, Thrills і Human Sexual Response. Навесні 1977 року відбувся дебют вашингтонського гурту Controls, проте, справжній прорив панку відбувся рік по тому. Серед представників американської столиці, які здобули популярність, були: Urban Verbs, Half Japanese, D Chumps, Rudements і Shirkers. Крім того, на початку 1978 року вашингтонський джаз-ф'южн-гурт Mind Power трансформувався в колектив під назвою Bad Brains — одну з перших команд, ототожнюваних з хардкор-панком.

### Велика Британія
Скандал між Sex Pistols і Біллом Гранді став відправною точкою в трансформації британського панку у великий медіа-феномен, попри те, що деякі дистриб'ютори відмовилися від продажу записів, а низка радіостанцій виключили панк зі свого ефіру. Між тим, у пресі посилилась атака на панк-рух, який висвітлювався у вкрай негативному світлі: 4 січня 1977 року лондонська газета The Evening News опублікувала статтю на першій шпальті, описуючи як під час перельоту до Амстердама музиканти Sex Pistols «блювали і бешкетували на борту». У лютому 1977 року вийшов лонгплей Damned Damned Damned (The Damned), який став першим панк-альбомом, що досягнув Top-40 британського чарту (36-те місце). У свою чергу, мініальбом — Spiral Scratch, самостійно виданий гуртом Buzzcocks, став орієнтиром для прихильників DIY-ідеології, а також сприяв регіональному розвитку британського панк-руху. Через два місяці вийшла дебютна платівка The Clash, яка відзначилася на 12-му місці національного хіт-параду; найуспішніший її сингл — «White Riot» — потрапив до Top-40. У травні Sex Pistols стали причиною чергового великого скандалу та громадської полеміки національних масштабів, а також посіли 2-ге місце в UK Singles Chart, випустивши композицію «God Save the Queen». У той самий період до гурту приєднався новий басист — Сід Вішез, що став еталоном панк-музиканта як особистості.
З плином часу по всій Великій Британії сформувалося безліч нових панк-гуртів, рух поширювалося майже в усі області країни, включаючи Північну Ірландію (Stiff Little Fingers і Dunfermline) і Шотландії (The Skids). Хоча більшість колективів проіснували недовго, записавши один-два сингли на невеликих лейблах, деякі з них стали початком нових піджанрів. Так, гурт Crass з Ессекса поєднав у своїй музиці безкомпромісне звучання панк-року з анархічної ідеологією, зігравши головну роль у появі анархо-панку. У свою чергу, представники Саут-Шилдса — Sham 69, london's Menace і Angelic Upstarts — скомбінували схожий, спрощений звук з популістською лірикою, тим самим сформувавши стиль, який став відомий як стріт-панк. Ці під-жанри, явно орієнтовані на робітничий клас, різко контрастували з іншими тенденціями другої хвилі, яка стала предтечею постпанку. Так, перший панк-гурт з Ліверпуля, Big in Japan, поєднала в собі елементи глем-панку і вар'єте. Колектив проіснував лише два роки, проте деякі його учасники згодом стали знаменитостями. У свою чергу, творчість лондонського гурту Wire характеризувалася глибокими текстами, мінімалістичними аранжуваннями і екстремально коротким хронометражем. За словами музикознавця Клінтона Гейліна, до кінця 1977 року вони стали експонентами еволюції панк-року, увійшовши в історію як гурт, який сформував жанр постпанк.

Зухвалий дизайн дебютного диску Wire символізував еволюцію панк-стилю (платівку вважають предтечею постпанку)

Дебютний альбом The Clash, продемонстрував ще одну тенденцію — еклектичність деяких колективів. Так, поряд з оригінальним матеріалом — 13-ма піснями, які являли собою класичний панк-рок — він містив кавер-версію ямайського регі-хіта «Police and Thieves». Згодом, інші групи першої хвилі, такі як The Slits, рівно як і нові учасники руху, такі як The Ruts і The Police, також почали взаємодіяти з субкультурами реггі та ска, комбінуючи свою музику з їхніми ритмами і аранжуваннями. Феномен панк-року допоміг сформуватися руху ска-рівайвла, що дістав назву 2 Tone, до його авангарду належали такі команди, як The Specials, The Beat, Madness і The Selecter.
У червні 1977 року вийшов ще один хіт-альбом — Pure Mania гурту The Vibrators. Місяць по тому відбувся реліз синглу Sex Pistols — «Pretty Vacant», який піднявся на 6-те місце в національному чарті, у свою чергу пісня The Saints — «This Perfect Day» потрапила до Top-40. Переїхавши на Туманний Альбіон, музиканти удостоїлися досить прохолодного прийому, оскільки, на думку багатьох британських ЗМІ, тепер австралійський гурт звучав недостатньо «круто», щоб зайняти свою нішу на місцевій панк-сцені, хоча вони грали подібну музику багато років поспіль. У серпні The Adverts потрапили до Top-20 з синглом «Gary Gilmore's Eyes». Влітку 1977 року панк став широкомасштабним національним феноменом, у зв'язку з чим представники та прихильники жанру все частіше стали піддаватися нападам з боку тедді-боїв, футбольних хуліганів (т. зв. Йобів) та інших агресивних субкультур. Так, один з рокабільних гуртів, Don E. Sibley And The Dixie Phoenix (пов'язаний з рухом тедді-боїв), присвятив пісню цьому протистоянню — «The Punk Bashing Boogie». Через цензуру на радіо, відмови в запису на студіях і бойкот деякими концертними майданчиками, панк-гурти зазвичай були змушені вибирати один з двох шляхів творчої реалізації: або перекваліфікуватися і почати грати в жанрі нью-вейв, щоб мати вихід на радіо і займатися концертною діяльністю, або використовувати методику DIY, записуючи матеріал самостійно і поширюючи його власними силами.
У вересні сингли гуртів Generation X і The Clash відзначилися в британському Top-40 — «Your Generation» і «Complete Control», відповідно. Випущена в той самий період пісня «Oh Bondage Up Yours!» гурту X-Ray Spex не потрапила до чартів, однак стала однією з найбільш культових речей серед шанувальників жанру — за ступенем впливу її порівнювали з ранніми роботами Sex Pistols і The Clash, називаючи «одним з визначальних моментів панк-року». У жовтні Sex Pistols піднялися на 8-ме місце національного хіт-параду з треком «Holidays in the Sun», після чого вийшов їх перший і єдиний «офіційний» альбом Never Mind the Bollocks, Here's the Sex Pistols. Спровокувавши чергову хвилю громадських дебатів, він очолив британські чарти. У грудні вийшла одна з перших книг про панк-рок: «The Boy Looked at Johnny», Джулі Берчілл і Тоні Парсонс.

### Австралія
У лютому 1977 року фірма EMI випустила дебютний альбом The Saints, (I'm) Stranded, записаний за два дні. Після цього The Saints переїхали до Сіднею; у квітні вони об'єдналися з Radio Birdman для масштабного концерту на сцені Paddington Town Hall. У той самий період у Сіднеї сформувався гурт Last Words. Місяць по тому The Saints переїхали до Великої Британії. У червні Radio Birdman випустили альбом Radios Appear на власному лейблі Trafalgar.
У свою чергу, випустивши дебютний сингл «Television Addict», гурт The Victims на короткий час став лідером ще однієї великої панк-сцени Австралії — міста Перта. Невдовзі до них приєднався ще один помітний колектив — The Scientists, сформований Кімом Салмоном після його відходу з The Cheap Nasties. Серед інших груп, що належали до другої хвилі панк-року в Австралії, були: Johnny Dole & the Scabs, The Hellcats і Psychosurgeons (пізніше відомі як The Lipstick Killers) з Сіднея, The Leftovers, The Survivors і Razar з Брисбена, La Femme, The Negatives і The Babeez (пізніше відомі як The News) з Мельбурна. У той самий період здобув популярність ще один австралійський колектив, створений під впливом артроку Boys Next Door, учасником якого був Нік Кейв, який згодом став одним з найвідоміших музикантів постпанку.

### Решта світу
Панк-рок став загальносвітовим явищем, місцеві сцени сформувались у багатьох країнах. Франція стала однією з перших неангломовних держав, де панк-рух адаптувалася до локальних реалій. Місцева субкультура була створена шанувальниками творчості Лу Ріда і зосередилася навколо столиці країни — Парижа, діставши назву «les punks». Услід за першим франкомовним гуртом, який досягнув міжнародної слави — Stinky Toys, Métal Urbain відіграли свій перший концерт у грудні 1976 року. У серпні наступного року Asphalt Jungle виступили на другому панк-фестивалі в Мон-де-Марсані. У вересні вийшов дебютний сингл Stinky Toys — «Boozy Creed». Можливо, це був перший неангломовний панк-запис, хоча, як зазначає музикознавець Джордж Джимарк, сама специфікація формулювання «панк» робить цю обставину досить спірною. Наступного місяця вийшов перший сингл гурту Métal Urbain — «Panik». У свою чергу, після випуску свого дебютного синглу — мінімалістичної панк-композиції «Rien à dire», гурт Marie et les Garçons переїхав з Ліона до Нью-Йорка, де став частиною руху диско-панк. До кінця року вийшли ще два сингли, «Deconnection» (Asphalt Jungle) і «Killer Man» (Gasoline), крім цього, невдовзі сформувались нові французькі панк-колективи, такі як Oberkampf і Starshooter.
1977 року вийшов дебютний альбом гамбурзького гурту Big Balls and the Great White Idiot, можливо першого панк-гурту в Західній Німеччині. Також, серед інших ранніх німецьких панк-гуртів був колектив The Fred Banana Combo and Pack. У творчому плані місцеві панк-музиканти орієнтувалися переважно на британських колег, згодом сформувавши т. зв. «Нову Німецьку Хвилю» (Neue Deutsche Welle). Піонерами цього руху були такі виконавці, як Nina Hagen Band і S. Y. P. H., характерною рисою яких був нестямний вокал і провокації публіки на концертах. Перш ніж перейти в мейнстрімове русло в 1980-х роках, NDW привернуло політично свідому і різнопланову аудиторію, включаючи учасників лівої альтернативної сцени і скінхедів білої сили. Попри конфронтаційні погляди і протиборчі позиції, обидві ці субкультури приваблювало уявлення про панк-рок як про «політичне, а також музичне „протистояння системі“».

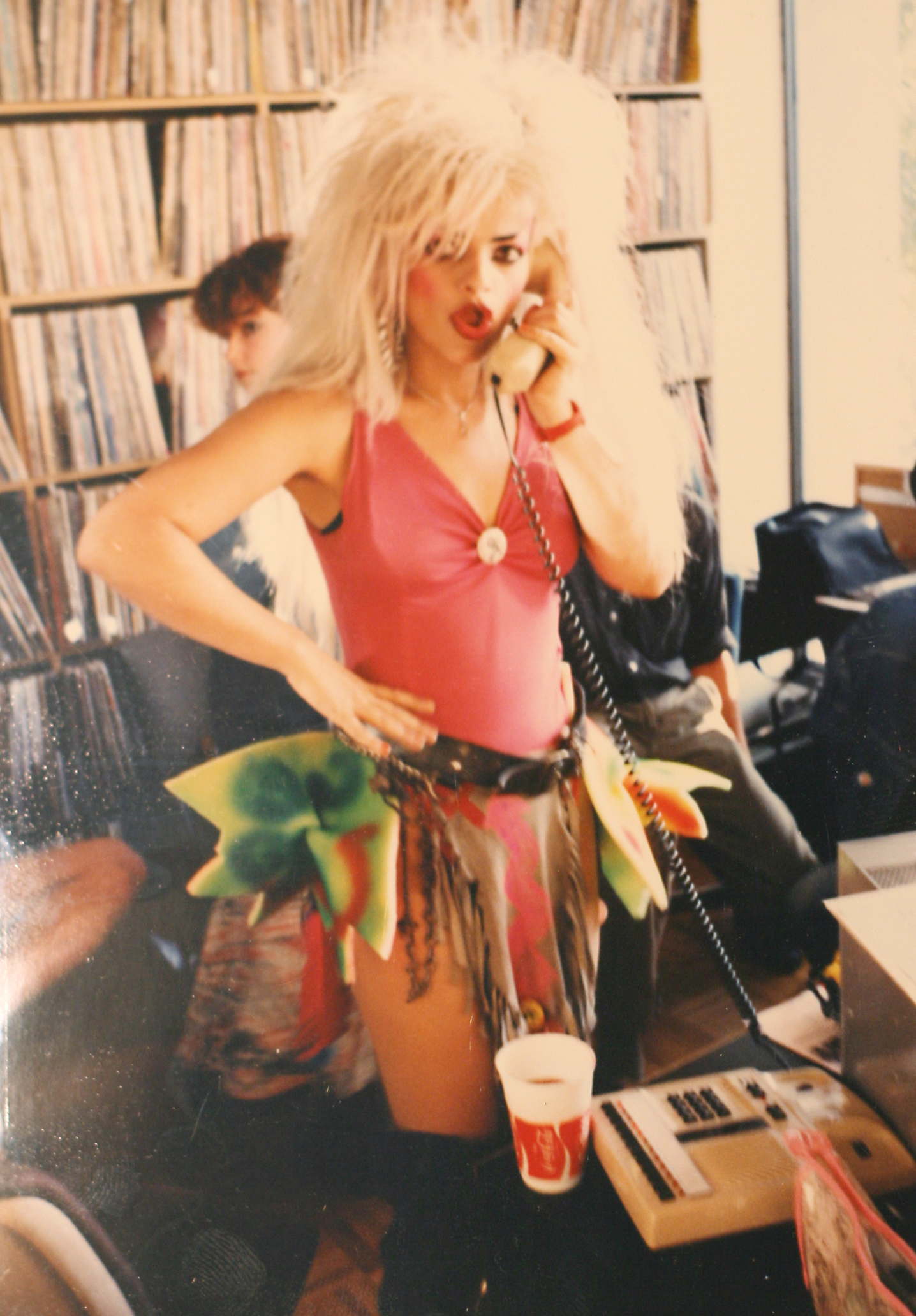
Ніна Гаген — «мати німецького панку» і зірка німецької хвилі

Спочатку скандинавський панк-рух стимулювався концертами таких колективів, як The Clash і Ramones, шоу яких відбулися в Стокгольмі в травні 1977 року, а також гастрольним туром Sex Pistols по містах Данії, Швеції та Норвегії в липні того ж року. Першим шведським панк-синглом став «Vårdad klädsel»/«Förbjudna ljud», випущений колективом Kriminella Gitarrer в лютому 1978 року, він став початком великої шведської панк-хвилі, в якій фігурували такі виконавці, як: Ebba Grön, KSMB, Rude Kids, Besökarna, Liket Lever, Garbochock, Attentat, та багато інших. Через кілька років у Швеції вийшли сотні панк-синглів. У свою чергу, піонером фінської панку був гурт Briard, що випустив у листопаді 1977 року подвійний сингл «I Really Hate Ya»/«I Want Ya Back»; серед інших представників фінської сцени були: гурт Eppu Normaali і співак Pelle Miljoona.
В Японії панк-рух розвивався навколо гуртів, що грали в стилі арт/нойз, таких як Friction, і т. зв. «психо-панк» колективів — на кшталт Gaseneta and Kadotani Michio. Новозеландська хвиля панк-року була представлена гуртами: Scavengers і Suburban Reptiles (Окленд) і The Enemy (Данідін). Свої локальні панк-сцени продовжували з'являтися у багатьох європейських країнах. Серед ініціаторів були такі колективи, як: The Kids і Chainsaw (Бельгія), The Suzannes і The Ex (Нідерланди), La Banda Trapera Del Río і Kaka De Luxe (Іспанія), а також Nasal Boys і Kleenex (Швейцарія).
Індонезія була частиною найбільшого панк-руху в Південно-східній Азії, значною мірою схильного до впливу музики Green Day, Rancid і The Offspring. Молоді гурти створили свою власну андеграундну субкультуру, яка з часом мутувала в стиль, що кардинально відрізняється від первісної версії.
Панк-музика з'явилася в Південній Африці як пряме протиставлення консервативному уряду часів апартеїду та ідеології расової сегрегації. Спочатку лідерами руху стали такі гурти, як Wild Youth і National Wake (кінець 1970-х — початок 1980-х), у свою чергу, в середині 1980-х популярність здобули колективи: Powerage і Screaming Fetus (Дурбан) і Toxik Sox (Йоганнесбург). Між тим, творчість мексиканської ска-панк-сцени була присвячена проблемам міграції з країни, а також культурного самопізнання і співвідношення сил, що впливають на соціальні категорії і соціальну ідентичність.

## Розкол і диверсифікація

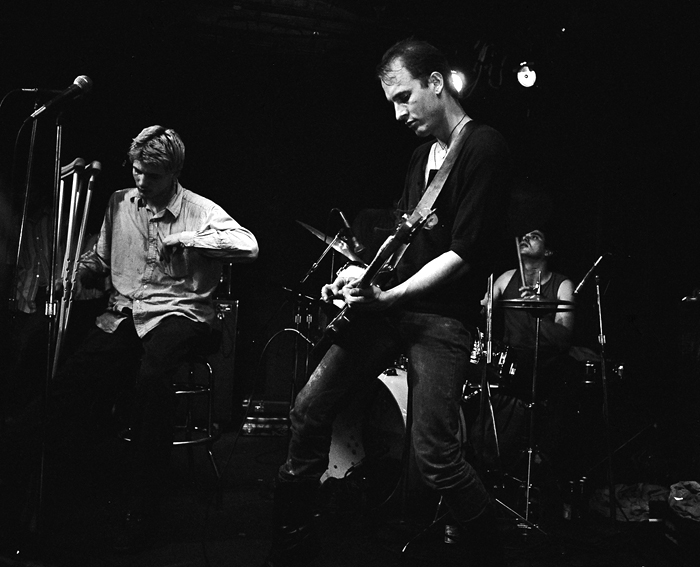
Гурт Flipper поєднав у своїй музиці елементи «класичного» панку, постпанку і хардкору (1984)

На рубежі 1978—1979 років у Південній Каліфорнії з'явився хардкор-панк. У зв'язку з цим виникла конкуренція між прихильниками нового звуку і представниками оригінального панк-руху. Музиканти хардкору були націлені на більш молоду, більш обивательську аудиторію, у зв'язку з чим багато хто сприймав цей жанр як антиінтелектуальний, надмірно агресивний і музично-бідний. У столиці штату ці конкурентні субкультури часто іменувалися як «голлівудські панки» та «пляжні панки» відповідно, посилаючись на центральну позицію Голлівуді в класичному панк-русі Лос-Анджелеса і популярність хардкору серед молоді берегової лінії Саут-Бей та округу Оріндж.
Оскільки незабаром хардкор став домінантним стилем на місцевій сцені, то каліфорнійський панк-рух розколовся. Згодом та ж ситуація сталася на всій території країни — багато груп першої та другої хвилі змінили музичний напрям (деякі з них перейшли в хардкор), а молоді музиканти, натхненні рухом, почали експериментувати з новими варіаціями панку. Так, 1979 року колишні музиканти гуртів Negative Trend і The Sleepers створили колектив під назвою Flipper, музика якого поєднувала елементи «класичного» панку, постпанку і хардкору. Швидко здобувши популярність, вони стали «королями американського андеграунду на кілька наступних років». Втім, низка колективів — передусім Ramones, Richard Hell and the Voidoids і Johnny Thunders and the Heartbreakers — залишилися віддані оригінальному панкові.
У червні 1978 року, під час гастролей по Великій Британії, розпався гурт Radio Birdman. У той самий період панк-рух Сполученого Королівства розкололося на дві соціальні групи: музикантів з середнього класу, багато з яких були пов'язані з мистецтвом і були представниками богеми, і представників робітничого середовища. Проте, на відміну від Північної Америки, більшість колективів британської панк-сцени продовжили музичну кар'єру, активно займаючись творчістю, навіть коли їхні стилі еволюціювали в суміжні жанри. Між тим, у Британії з'явилися два нових напрямки — Oi! і анархо-панк. Музично вони були витримані в тому ж агресивному ключі, що й американський хардкор, і були звернені до різних соціальних груп з пересічними, але самобутніми ідеями, витриманими в концепції боротьби з істеблішментом. На думку публіциста Дейва Ленга, «Модель для самопроголошеного панку (що став автентичним) після 1978 року, яка виникла завдяки восьмитактовому ритму Ramones в розмірі 4/4, найбільш характерна для музики The Vibrators and The Clash. … Тепер стало важливо звучати певним чином, щоб бути визнаним „панк-гуртом“». У лютому 1979 року колишній басист Sex Pistols Сід Вішез помер від передозування героїну. Якщо розпад Sex Pistols, за рік до того, ознаменував кінець оригінальної панк-сцени Великої Британії і обіцянку культурної трансформації, то смерть Вішеса для багатьох стала знаком, що вона була визначена від самого початку.
До кінця десятиліття панк-рух розділився на різні культурні та музичні напрямки, проте зберігши різні піджанри і сцени. З одного боку були групи нової хвилі і музиканти постпанку; деякі з яких використовували більш мейнстримові музичні форми — досягнувши широкої популярності, інші ж записували експериментальну і менш комерційну музику. У свою чергу, з іншого боку, перебували представники хардкору, Oi! і анархо-панку, напрямків, які були тісно пов'язані з андеграундними субкультурами і мали безліч піджанрів. На стику цих двох течій формувалися поп-панк гурти, що поєднують в своїй творчості суміш мейнстріму і андеграунду з метою створити «ідеальний запис»; за словами Кевіна Ліцетта з The Mekons, це було чимось схожим на: «Комбінацію ABBA і Sex Pistols». Крім того, з'явилася ціла низка інших стилів, багато з яких являли собою кросовери з уже усталеними жанрами. Так, альбом The Clash London Calling, який вийшов у грудні 1979 року, демонстрував глибину спадщини класичного панку — поєднуючи панк-рок з регі, ска, ритм-енд-блюзом і рокабілі. Згодом його визнали одним з найкращих рок-записів усіх часів. Проте, як зауважив фронтмен Flipper Брюс Лоуз, високий консерватизм хардкор-сцени негативно вплинув на різноманіття музики, яку можна було почути на панк-концертах. Якщо перша хвиля панк-року, як і більшість рок-сцен, була більшою мірою орієнтована на чоловіків, хардкор і Oi! ще більше посилили цей гендерний чинник, оскільки їх стали ідентифікувати зі слемом і мошом, які були одними з характерних рис цих стилів.

## Суміжні жанри

### Нью-вейв

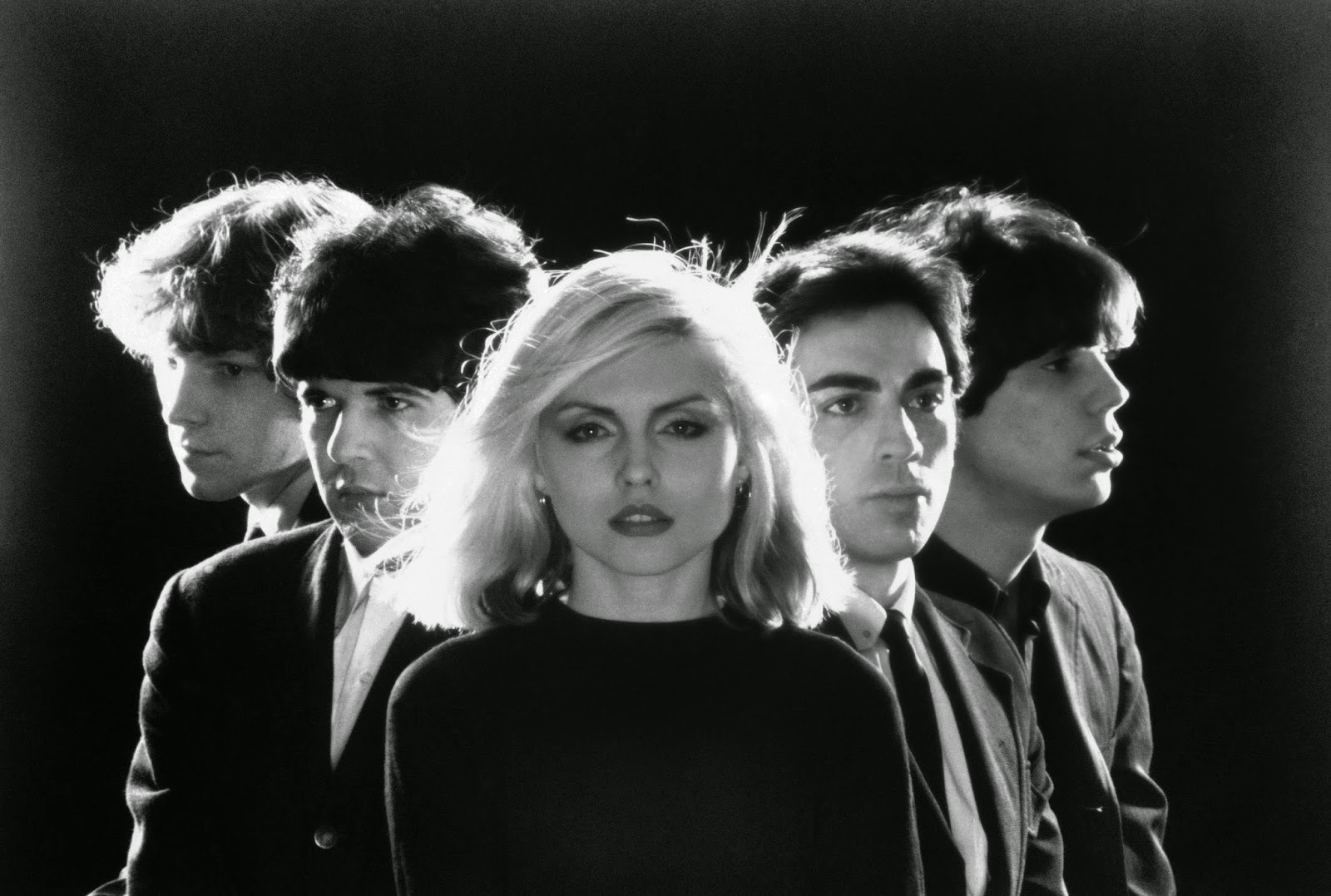
Один з найпопулярніших колективів нової хвилі — Blondie

1976 року — спочатку в Лондоні, потім у США з'явився термін «нова хвиля» (new wave), як додаткове позначення для нових сцен і гуртів у процесі формування, які також були частиною «панку»; по суті, ці два поняття були взаємозамінними. Ідею використання поняття «нова хвиля» в контексті панк-музики приписують журналістові NME Рою Карру, який запозичив його з французького кінематографа 1960-х років. Згодом термін набув індивідуального значення: такі колективи, як The Cars (Бостон, клуб Rat), The Go-Go's (Лос-Анджелес), The Police (Лондон), а також Blondie і Talking Heads (Нью-Йорк, клуб CBGB) розширили інструментальне звучання своєї музики, додавши в неї танцювальні ритми і зробивши акцент на більш якісному продюсуванні. У зв'язку з цим, подібні гурти почали іменувати новою хвилею, як окремий жанр, і більше не називали панком. За словами Дейва Ленга, деякі британські колективи, спочатку пов'язані з панком, навмисно прагнули стати частиною нової хвилі, щоб уникнути цензури на радіо і виглядати більш презентабельно для концертних промоутерів.
Завдяки включенню елементів музики та моди панк-року в більш поп-орієнтовані, менш небезпечні стилі, музиканти нової хвилі стали дуже популярні по обидва боки Атлантики. «Нова хвиля» став всеосяжним терміном, що охоплював різні стилі, такі як ту-тоун, ска, мод-рівайвл (натхненний музикою The Jam), поп-рок (Елвіс Костелло і XTC), нова романтика (Ultravox і Duran Duran), а також синт-поп, з такими гуртами, як Tubeway Army (починали як прямолінійне панк-тріо), The Human League і «внутрішніх диверсантів» Devo, які «вийшли за межі панку ще до появи справжнього панку». Нова хвиля викликала сенсацію в поп-культурі з приходом музичного телебачення, а саме — дебютом MTV в 1981 році, оскільки багато кліпів музикантів цього жанру перебували в постійній ротації телеканалу. Втім, багато хто критикував жанр за поверхневий зміст і одноманітність музики.

### Постпанк
У 1976—1977 роках, у розпал британського панк-руху, з'явилися такі гурти, як Joy Division, The Fall і Magazine (Манчестер), Gang of Four (Лідс), а також The Raincoats (Лондон), які незабаром стали центральними фігурами постпанку. Деякі представники руху, такі як Throbbing Gristle і Cabaret Voltaire, активно займалися творчістю задовго до об'єднання постпанк-сцени; інші, такі як The Slits і Siouxsie and the Banshees, перейшли в цей жанр безпосередньо з панк-року. Через кілька місяців після розпаду Sex Pistols Джон Лайдон, який більше не іменував себе Роттеном, став співзасновником колективу Public Image Ltd. Того ж року (1978) Лора Лоджик, яка раніше грала в X-Ray Spex, сформувала гурт Essential Logic. Рік по тому утворився ще один колектив, який став піонером жанру — Killing Joke. Музика цих груп часто мала експериментальний характер — як і у деяких представників нової хвилі; у зв'язку з цим, класифікація «постпанк» більшою мірою стосувалася звуку, який, як правило, був менш поп-орієнтованим, більш похмурим і менш мелодійним, що іноді межував з атональністю, як у випадку з музикою гуртів Subway Sect і Wire. Крім цього, особливістю жанру був смисловий зміст пісень — протистояння істеблішменту, що було безпосереднім спадщиною панк-року. На музику виконавців постпанку вплинув цілий спектр музикантів артроку: від Сіда Барретта і Капітана Біфгарта, до Roxy Music і Девіда Бові (періоду краут-року, т. зв. «Берлінська трилогія»).

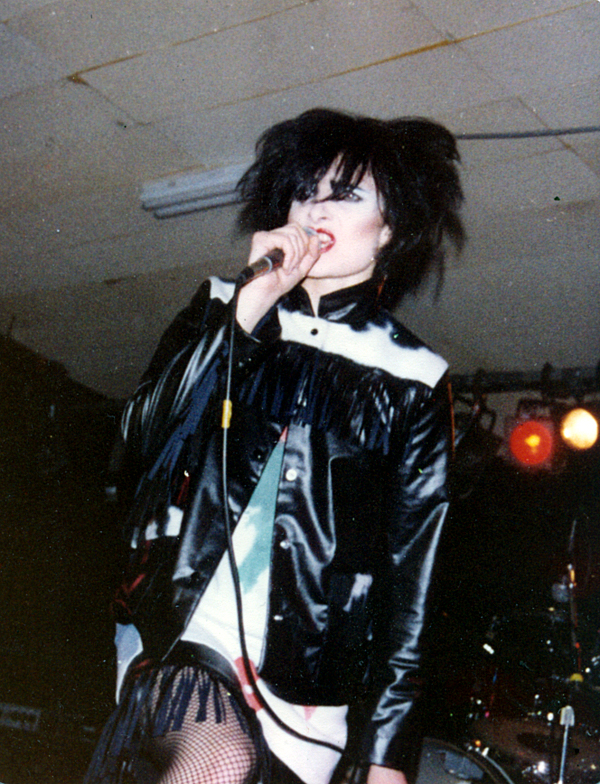
С'юзі С'ю, провідна вокалістка гурту Siouxsie and the Banshees, під час виступу 1980 року

Постпанк об'єднав навколо себе нове співтовариство музикантів, журналістів, менеджерів і медіа-персон; серед останніх виділялися Джефф Тревіс і Тоні Вілсон — засновники лейблів Rough Trade та Factory відповідно, які зробили великий внесок у виробничу і дистриб'юторську інфраструктуру інді-сцени, яка набрала обертів у середині 1980-х років. Згодом деякі постпанк-колективи додали в свою музику більше мелодизму, запозичивши елементи нью-вейву, і переорієнтували свою творчість на американську аудиторію, серед найяскравіших їхніх представників — New Order (сформована колишніми учасниками Joy Division), U2 і The Cure. У свою чергу, ще один колектив, який починав у постпанку — Bauhaus, став основотворним гуртом готик-року. Інші, такі як Gang of Four, The Raincoats і Throbbing Gristle, що в той час не користувалися великим успіхом серед шанувальників жанру, в ретроспективі сприймалися як значущі представники постпанк-руху, що справили значний вплив на сучасну популярну культуру.
Низку американських виконавців згодом перекласифікували в категорію постпанку; так, вплив цього напряму виділяють в пізніх записах прото-панк-колективу Pere Ubu, а випущений 1977 року дебютний диск гурту Television Marquee Moon відносять до числа основоположних альбомів жанру. У свою чергу, один із найвпливовіших американських постпанк-колективів — Mission of Burma, урізноманітнив його звучання, додавши в експериментальний контекст своєї музики ритмічні інновації з хардкору. Крім того, наприкінці 1970-х років у Нью-Йорку сформувався авангардний рух під назвою No wave, який став феноменом місцевої сцени і часто розглядається як американська версія постпанку. Серед його піонерів були такі музиканти, як Джеймс Ченс і Лідія Ланч, яка дала назву жанру — заявивши в одному з інтерв'ю у відповідь на питання, «чи грає вона new wave»: «Вже швидше no wave!». У той самий період в Австралії (Мельбурн) сформувалася т. зв. Little band scene (укр. сцена маленьких гуртів), основоположником якої був місцевий колектив — Primitive Calculators; музиканти цього співтовариства зробили вагомий внесок в експерименти зі звучанням постпанку. 1980 року ще один резидент Мельбурна — The Boys Next Door — переїхав до Лондона, де змінив назву на The Birthday Party, згодом еволюціонувавши в гурт Nick Cave and the Bad Seeds і ставши видатним представником жанру. Згодом постпанк став потужним джерелом натхнення для музикантів альтернативного року, які відзначали різноманітність звучання цього жанру, відбивши дзеркальний ефект інтересу виконавців постпанку до музики нової хвилі.

### Хардкор-панк
Самостійний піджанр панку, сформувався 1978 року на території США і Канади. Відмітними рисами хардкору є: висока швидкість, агресивний біт і скримінговий тип виконання, найчастіше пісні цього напряму присвячені політичним проблемам і спрямовані проти мейнстримової культури і середнього класу. Перша велика сцена, сфокусована на хардкор-музиці, сформувалась у Південній Каліфорнії (1978—1979 роки), навколо колективів The Germs і Fear. Незабаром рух поширився по всій території Північної Америки, а також в інших англомовних країнах. За словами письменника Стівена Блаша, «хардкор народився в похмурих передмістях Америки. Батьки переїжджали в ці жахливі передмістя, щоб врятувати своїх дітей від міської „дійсності“, проте, все це закінчилося [появою] нової породи монстра».
Одними з перших гуртів, які записали матеріал у стилі хардкор, були представники Південної Каліфорнії — Middle Class і Black Flag. У свою чергу, колектив Bad Brains — який повністю складався з чорношкірих музикантів, що було рідкістю для панк-року в будь-який період — увійшов в історію, ставши каталізатором хардкор-сцени в іншій частині країни — Вашингтоні, випустивши сингл «Pay to Cum». Серед інших піонерів жанру були такі гурти, як: Big Boys (Остін), Dead Kennedys (Сан-Франциско) і D.O.A. (Ванкувер). Незабаром, хардкор-сцену Південної Каліфорнії поповнили ще низка колективів: Minutemen, Descendents, Circle Jerks, Adolescents і T.S.O.L., у свою чергу, у Вашингтоні з'явились — The Teen Idles, Minor Threat і State of Alert, а в Техасі — MDC і Dicks. До 1981 року хардкор став домінантним стилем панк-року не лише в Каліфорнії, але й на більшій частині всієї Північної Америки. Своя локальна сцена розросталась у Нью-Йорку, серед її представників були як прибулі туди з інших міст гурти — Bad Brains (Вашингтон), The Misfits і Adrenalin O.D. (Нью-Джерсі), так і місцеві колективи — The Mob, Reagan Youth і Agnostic Front. Того ж року рух поповнився ще однією нью-йоркською командою — Beastie Boys, яка згодом прославилася як хіп-хоп тріо. Деякий час по тому (1981—1982 роки) з'явилися такі групи, як: Cro-Mags, Murphy's Law і Leeway. 1983 року низка колективів — Naked Raygun (Чикаго), Zero Boys (Індіанаполіс), The Faith (Вашингтон), а також Hüsker Dü і Willful Neglect (Сент-Пол, т. зв. хардкор-сцена двох столиць) — розвинули звучання хардкору в більш експериментальному і мелодійному напрямку, тим самим розширивши аудиторію жанру. У свою чергу, літературний зміст жанру здебільшого спирався на критику культури споживання і цінностей середнього класу. Хрестоматійним прикладом цієї тенденції є пісня гурту Dead Kennedys Holiday in Cambodia. Згодом хардкор стане американським панк-стандартом на все наступне десятиліття.
В хардкор-субкультурі існував окремий напрям під назвою стрейт-едж, серед прихильників якого були такі гурти, як: Minor Threat, SS Decontrol (Бостон) і 7 Seconds (Ріно). Вони виступали проти гедоністичного способу життя та ментальності саморуйнування, властивих багатьом музикантам панк-сцени. Ідеологією руху було позитивне світосприйняття і часткова (а іноді й повна) відмова від сигарет, алкоголю, наркотиків і безладного сексу. Багато прихильники стрейт-еджу ставали вегетаріанцями.
Ще один напрям хардкору, пов'язаний з позитивним мисленням, сформувався навколо субкультури скейтбордистів і дістав назву скейт-панк. Музиканти цього жанру внесли безліч інновацій у звучання хардкору, розширивши його і утворивши кілька суміжних стилів. Так, гурт Big Boys став основоположником стилю фанккор, тоді як каліфорнійський колектив Suicidal Tendencies скомбінував хардкор з хеві-металом, тим самим сформувавши жанр кросовер-треш. У свою чергу, учасники гурту D.R.I. ще більше підвищили швидкість виконання музики, в підсумку створивши передумови для появи трешкору (середина 1980-х). Примітно те, що обидва піджанри розвивалися практично одночасно, в різних місцях і незалежно один від одного: перший у Лос-Анджелесі, другий у Х'юстоні. Крім цього, ще одним інноватором руху був гурт Tales of Terror, музиканти якого змішували в своїх піснях хардкор з психоделічним роком, тим самим створивши основу для майбутнього звучання стилю грандж. У свою чергу, колектив Void (Вашингтон) одним з перших схрестив панк з металом, вплинувши на розвиток жанру треш-метал.

### Oi!
Наслідуючи приклад британських панк-гуртів першої хвилі — Cock Sparrer і Sham 69, низка представників другої — Cockney Rejects, Angelic Upstarts, The Exploited, Anti-Establishment і The 4-Skins — прагнули адаптувати жанр під смаки робочого класу, тим самим створивши ідею, яка набула подальшого розвитку в музикантів суміжного піджанру — стріт-панку. За словами публіциста Саймона Рейнольдса, для цієї мети музика жанру мала залишатися доступною і невибагливою". Спочатку новий стиль називався «справжнім панком» або вуличним панком; проте, в 1980 році він дістав ємніший термін — Oi!, ідею якого приписують музичному журналістові Гаррі Бушеллу. Частково, назва походить від звички гурту The Cockney Rejects кричати перед кожною своєю піснею «Oi! Oi! Oi!», замість поширених «1,2,3,4!».
За словами гітариста гурту The Business Стіва Кента, поява Oi! руху була зумовлена певним фактором — багато представників першої панк-хвилі були «модною молоддю з університетів, яка використовувала [в своїх піснях] складні слова, намагалася виглядати артистично… тим самим втрачаючи зв'язок [з аудиторією]». У свою чергу Гарі Бушелл зазначав, що «Панк повинен був бути рупором [людей], що чекають на допомогу по безробіттю, насправді ж більшість з них [людей] були з іншого середовища. Однак, Oi! являв собою канонічність панк-міфології. У тих місцях, звідки прийшли [гурти], панк-рок був жорсткішим і агресивнішим, внаслідок цього музика виходила аналогічної якості». Втім, багато публіцистів висловлювали свою зневагу до представників цього жанру через його простоту і нескладність, так Лестер Бенгс охарактеризував Oi! як «політизовані футбольні кричалки для безробітних селюків». Політизований контекст був використаний у багатьох композиціях жанру, багато гуртів прагнули виразити в них суворі реалії періоду правління Маргарет Тетчер, інші колективи акцентували увагу на більш глобальних речах. Зокрема, одна з пісень The Exploited — «Punks Not Dead» — зверталася до міжнародної аудиторії. Пісня стала своєрідним гімном серед неблагополучної мексиканської молоді у 1980-х (відомої як «bandas» — банди, одна з них навіть взяла назву, використавши абревіатуру пісні — PND).
Хоча більшість Oi! колективів першої хвилі були аполітичні або дотримувалися лівих поглядів, багато з них стали залучати аудиторію скінхедів білої сили. Періодично скінхеди влаштовували бешкети на концертах таких гуртів — викрикуючи фашистські гасла і провокуючи бійки. Крім того, деякі Oi! виконавці неохоче реагували на критику своїх фанатів у тому, що їх стали сприймати як «істеблішмент середнього класу», тим самим втративши частину аудиторії. Невдовзі обивателі почали асоціювати рух переважно з правими групами молоді. У травні 1981 року вийшла збірка Strength Thru Oi!, яка посилила негативне сприйняття жанру серед народних мас, ставши причиною суспільної полеміки через те, що на її обкладинці була зображена фотографія нео-нациста у войовничої позі. Як з'ясувалося згодом, нео-нацист був засуджений за напади на расовому ґрунті. Також творців збірки звинувачували в тому, що її назва була співзвучна з відомим нацистським гаслом, що лише збільшило градус скандалу. З часом, ситуація навколо руху лише загострювалася, а 3 липня, під час концерту гуртів The Business, The 4-Skins і The Last Resort, що проходив у залі Hamborough Tavern (район Саутголл), група місцевої азійських молоді підпалила приміщення, вважаючи захід неонацистським збіговиськом. Після цього інциденту Oi! став асоціюватися в пресі з ультраправими, і незабаром популярність руху пішла на спад.

### Анархо-панк

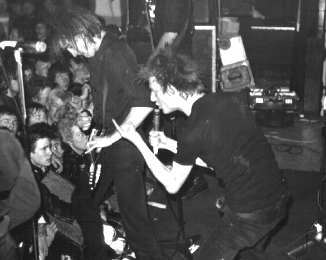
Crass вважаються творцями анархо-панку. Відмітними рисами жанру були: повністю чорний одяг музикантів і неґація культу особистості рок-зірки

Рух анархо-панку розвивався паралельно з Oi! і американським хардкором. Спочатку субкультура була натхненна музикою гурту Crass, їхньою ідейною громадою Dial House, а також незалежним лейблом Crass Records, заснованим цим самим гуртом. Згодом жанр сформувався навколо творчості таких колективів, як: Subhumans, Flux of Pink Indians, Conflict, Poison Girls і The Apostles, яких, крім музики, пов'язували анархічні погляди і прихильність до DIY-ідеології. Відмітною рисою звучання цих гуртів були: повчальний вокал, атональність мелодій, примітивне продюсування матеріалу, а також тексти, наповнені політичним і соціальним змістом, які часто зачіпали проблеми класової нерівності і військової агресії. Анархо-панк-музиканти та їхні фанати зневажали оригінальну панк-сцену через її позерство. За словами музичного історика Тіма Гослінга, вони сприймали «шпильки та ірокези як щось більше, ніж легковажний фешн-образ, культивований засобами масової інформації та шоу-бізнесом…. На відміну від Sex Pistols, які чванливо демонстрували погані манери і опортунізм щодо „істеблішменту“, анархо-панки просто воліли триматися від „істеблішменту“ осторонь, у всіх сенсах».
Згодом на основі анархо-панку сформувалося кілька самостійних рухів, учасники яких поділяли схожі політичні погляди. Так, 1980 року гурт Discharge став каталізатором жанру ді-біт, з характерним бітом ударних. У свою чергу, гурти Amebix і Antisect розвинули звучання анархо-панку в напрямку більш екстремального стилю, що дістав назву краст-панк. Крім цього, деякі з провідних колективів анархо-панку, такі як The Varukers, Discharge і Amebix, а також виконавців Oi! — The Exploited і Charged GBH, згодом стали центральними фігурами британського хардкор-руху, який дістав назву UK 82. Крім того, низка колективів анархо-панку, таких як Napalm Death, Carcass і Extreme Noise Terror, стали родоначальниками стилю грайндкор, характерними рисами якого були надзвичайно швидкий темп і гітарні прийоми в дусі дез-металу. У США анархо-панк набув розвитку переважно на заході країни — Another Destructive System (Південна Каліфорнія), Dead Kennedys та MDC (Сан-Франциско).
У середині 2000-х років ідеї раннього анархо — і піс-панку, зокрема, таких гуртів, як The Mob, Rubella Ballet, Exit-Stance та Zounds, знову стали актуальними на новій хвилі джі-біт/гот-панк. Натхненні однаково раннім готик-роком і анархо-панком, музиканти таких гуртів, як Arctic Flowers, Lost Tribe, Spectres, Belgrado і Dekoder, урізноманітнили атмосферне звучання постпанку агресією й політичними мотивами з краст — і піс-панку, що в підсумку призвело до створення потужної сцени в США, Канаді та європейських країнах.

### Поп-панк

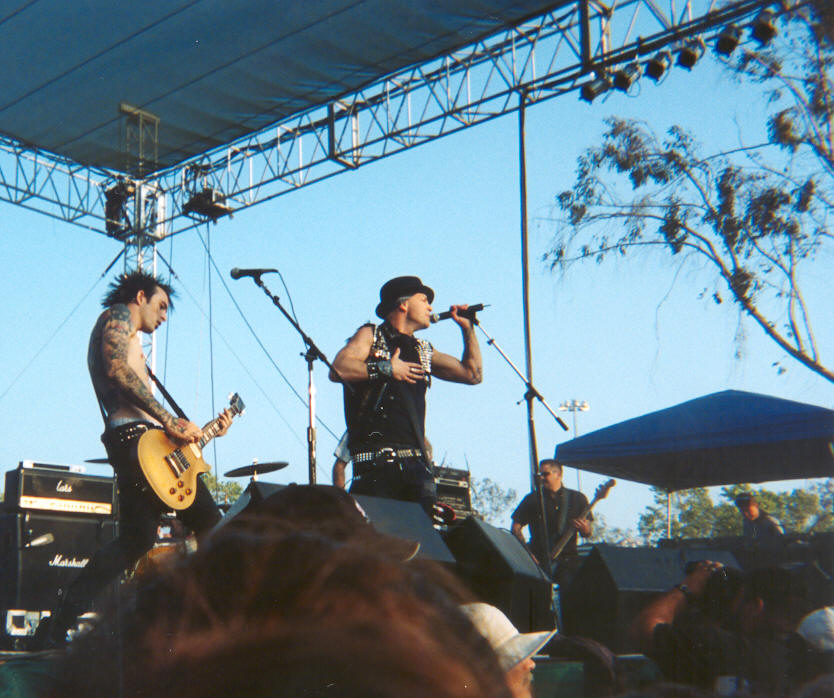
Концерт гурту Rancid, 2005 рік

Концепція поп-панку сформувалася завдяки музикантам гурту Ramones, які першими стали комбінувати у своїй творчості панк з мелодизмом у дусі Beach Boys і популярним у 1960-х роках напрямком баблгам-поп. Наприкінці 1970-х років низка британських колективів (Buzzcocks та The Undertones) продовжили розвивати цю ідею, поєднавши гармонійність поп-музики зі швидкістю і агресивністю панк-року, а також зробивши зміст текстів своїх пісень більш мейнстримовим. На початку 1980-х років деякі з провідних гуртів південнокаліфорнійської хардкор-сцени також почали розбавляти звучання своїх треків більш мелодійними музичними формами, що було типово для більшої частини панк-сцени того часу. Так, за словами музичного журналіста Бена Маєрса, учасники Bad Religion «наповнили свій озлоблений, політизований звук згладженими гармоніями», ставши одними з піонерів мелодік-хардкору, а Descendents «почали писати пісні мало не в стилі Beach Boys — про дівчат, їжу та тусовки».
1980 року Бретт Гуревич (Bad Religion) заснував лейбл Epitaph Records, який став стартовим майданчиком для багатьох майбутніх поп-панк-гуртів. Деякі з цих колективів (The Queers і Screeching Weasel) згодом почали комбінувати панк з ще більш безтурботними поп-мелодіями, тим самим справивши потужний вплив на майбутніх зірок жанру — Rancid, Blink-182, Green Day і The Offspring — які досягнули популярності серед мейнстримової аудиторії в середині 1990-х років і записали низку надуспішних дисків. Крім музичної складової, деякі представники руху почали акцентувати тексти своїх пісень на гумористичному і образливому змісті, серед найбільш відомих таких команд були — The Vandals і Guttermouth. По закінченні часу, крім Каліфорнії, великі поп-панк-сцени сформувалися в Чикаго і Міннеаполісі, деякі колективи яких, наприклад, Dillinger Four, запустили зворотну тенденцію — повернулися до більш агресивного, оригінального звучання в межах жанру, а також зберегли місцеву ідентичність. Багато мейнстримових поп-панк-гуртів, таких як Blink-182, згодом зазнали критики з боку прихильників панк-року; так, на думку публіциста Крістін Ді Белли (англ. Christine Di Bella): «Цей панк успадкував лише найелементарніші деталі, які практично не віддзеркалюють родовід [жанру], за винятком трьохакордної структури пісень».

### Інші під-жанри і напрями

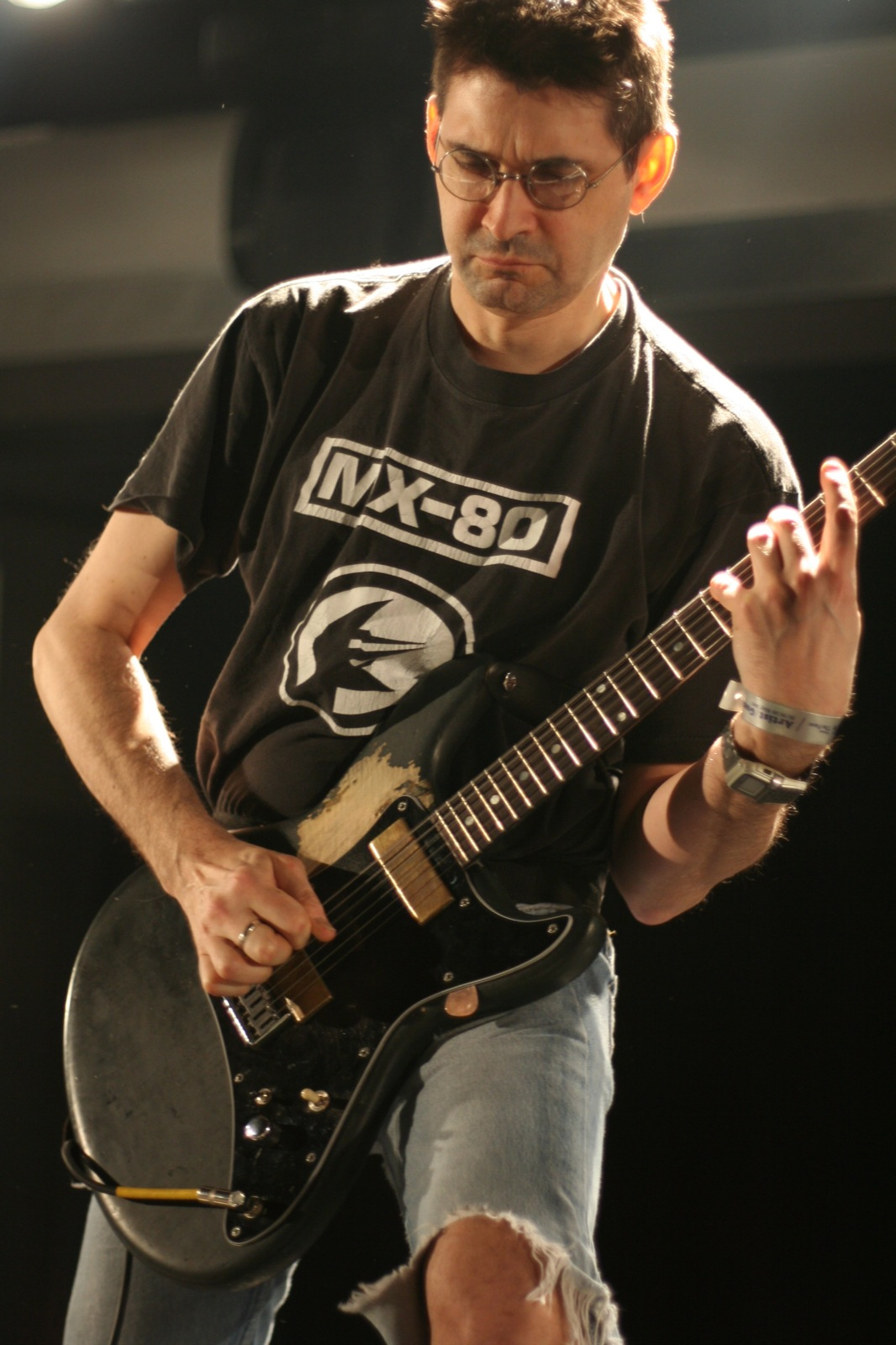
Стів Альбіні, 2007 рік

Починаючи з 1977 року, панк-рок схрещували з багатьма іншими популярними музичними жанрами. Так, представники каліфорнійської панк-рок-сцени заклали основу для декількох різнопланових суміжних напрямків: дет-рок (The Flesh Eaters); чикано-панк (The Plugz) і панк-блюз (The Gun Club). У свою чергу, The Meteors з Південного Лондона і The Cramps, які переїхали з Нью-Йорка до Лос-Анджелеса (1980 рік), стали піонерами жанру сайкобілі. Крім цього, серед інших новаторів руху були такі гурти, як Violent Femmes з Мілвокі, що сформували американську фолк-панк-сцену, і The Pogues з Лондона, які стали піонером схожого звучання в Європі, названого кельтік-панк. Крім того, дебютний альбом тріо Beastie Boys — Licensed to Ill записаний на стику панку і хіп-хопу, став прообразом жанру репкор.
Одночасно з панк-роком з'явилися групи, зараховані згодом критиками до артпанку: Pere Ubu, Talking Heads, The Ex, Devo. Зазвичай гурти грали в різних стилях, експериментуючи з панк-музикою (що стало називатися «авангардним панком»), а також сильно виділялися із сонму типових панк-колективів з відповідною ідеологією. З артпанку згодом вийшов No wave (Teenage Jesus & the Jerks, James Chance & The Contortions, DNA), який також став невід'ємною частиною панку та альтернативної сцени.
Інші гурти комбінували панк-рок з більш футуристичним звуком, який згодом переріс в окремі напрямки. Так, концепція об'єднання елементів електронного року з панком стала основою для жанру синтпанк, також відомого як електропанк. Стиль сформувався в період між 1977 і 1984 роками, коли деякі панк-музиканти стали замінювати гітари синтезаторами, у свою чергу, сам термін синт-панк був придуманий 1999 року Демієном Ремсі, щоб позначити самобутність напрямку. Серед найпопулярніших виконавців цього жанру були: Suicide (Нью-Йорк), The Screamers і Nervous Gender (Лос-Анджелес), австралійський колектив JAB і німецький гурт D.A.F., а також британський колектив The Prodigy, деякі записи якого преса часто називала «електронним панком». Утворений 1981 року чиказький гурт Big Black, до складу якої входив відомий андеграудний продюсер Стів Альбіні, справила потужний вплив на цілу низку стилів: нойз, індастріал, а також математичний рок. Колектив проіснував лише п'ять років, проте залишив яскравий слід на творчості музикантів майбутньої альтернативної сцени. У середині 1980-х років популярність здобув гаражний панк, серед піонерів цього жанру були такі гурти, як: Thee Mighty Caesars (Медвей), Dwarves (Чикаго) і Exploding White Mice (Аделаїда), які повернули звучання панку до його початкового коріння — гаражного року 1960-х. Один з колективів цього руху — Mudhoney з Сіетла, згодом став однією з центральних фігур у розвитку жанру грандж. У свою чергу, британський гурт The Mekons поєднав у своїй творчості панк-рок з кантрі, тим самим справивши значний вплив на розвиток альт-кантрі. У США Jason & the Scorchers, Meat Puppets і Social Distortion продовжили традиції цього жанру в окремому напрямку — кантрі-панк.
Крім цього, наприкінці 1990-х років з'явився окремий електронний стиль, що включав у себе елементи панку і нової хвилі — електроклеш. Жанр являв собою щось середнє між пародією на ранній синт-поп 1980-х і глибоким переосмисленням електронної музики в рамках нових віянь і експериментів. Серед відомих його представників були такі колективи, як: Goldfrapp, Peaches і LCD Soundsystem.

## Спадщина і вплив

### Альтернативний рок
Андеграундний панк-рух став джерелом натхнення для цілої плеяди виконавців, які згодом розвинули первісне звучання жанру в інших напрямках, які привнесли в нього музичні елементи з інших стилів. Панк-бум кінця 1970-х років справив довгостроковий вплив на музичну індустрію, стимулюючи зростання її незалежного сектора. Британські групи, такі як New Order і The Cure, звучання яких на початку 1980-х років перебувало на стику постпанку і нової хвилі, згодом стали основоположниками нових стилів, а також справили істотний вплив на формування індастріал-сцени кінця 1980-х. Хоча ці колективи мали комерційну популярність упродовж тривалого періоду кар'єри, вони продовжували дотримуватися андеграундного стилю і немейнстримової ідентичності. У свою чергу, низка колективів зі США, таких як Hüsker Dü і The Replacements, стирали у своїй музиці бар'єри між панк-роком і більш мелодійними жанрами, експериментуючи зі звуком. Їхню музику згодом названо «коледж-роком».
1985 року редакція Rolling Stone присвятила матеріал андеграундній сцені Міннеаполіса та інноваційному хардкор-рухові Південної Каліфорнії (Black Flag і Minutemen), заявивши таке: «Оригінальний панк став історією. Найкращі американські панк-рокери перейшли на новий рівень. Вони навчилися грати на своїх інструментах. Вони відкрили для себе мелодії, гітарні соло і тексти, які являють собою щось більше, ніж вигукування політичних гасел. Деякі з них навіть відкрили для себе Grateful Dead». У другій половині 1980-х ці гурти, багато з яких перевершили своїх попередників (як виконавців оригінального панк-року, так і музикантів постпанку) за популярністю і комерційним успіхом, дістали більш узагальнену класифікацію — виконавці альтернативного року. Цей жанр є збірним поняттям, яке охоплює такі стилі, як: дрім-поп, шугейзинг, грандж і, в широкому сенсі, всі музичні напрями періоду другої половини 1980-х і 1990-х років, об'єднані ідеологією панк-року і сформовані в андеграундному середовищі.

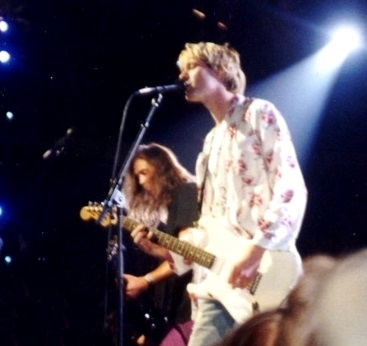
Музиканти гурту Nirvana Кріст Новоселіч і Курт Кобейн (на передньому плані), 1992 рік

Через деякий час великі рекорд-лейбли почали проявляти значний інтерес до андеграундної сцени, що було пов'язано зі зростанням популярності таких альтернативних виконавців, як Sonic Youth і Pixies, а також стабільним інтересом до хардкор-панку впродовж багатьох років. 1991 року гурт Nirvana випустив альбом Nevermind, який досягнув грандіозного (і несподіваного) успіху серед масової аудиторії і вивів альтернативний рок у мейнстрім, зробивши весь жанр надуспішним комерційним підприємством; того ж року вийшов диск Out of Time гурту R.E.M., який був висунутий на сім статуеток «Греммі» (рекорд того року), тим самим остаточно закріпивши успіх альтернативного року серед обивателів. Згодом учасники Nirvana посилалися на панк-рок як основний фактор впливу на їхню музику. «Панк — музична свобода» — зазначав фронтмен гурту Курт Кобейн, — «Це [можливість] говорити, робити і грати те, що тобі хочеться». Успіх Nevermind став дорогою у великий шоу-бізнес для широкого кола інших альтернативних виконавців «поза зоною доступу», таких як Pearl Jam і Red Hot Chili Peppers, і підживлював інтерес до альтернативного року впродовж 1990-х років.

### Емо
У первісному вигляді емо являв собою більш музично-різноманітний, ніж згодом, піджанр панку. Стиль сформували в середині 1980-х музиканти вашингтонської панк-сцени і він мав назву «емокор» — скорочення від «емоційний хардкор». Сам термін з'явився завдяки своєрідній манері виконання матеріалу музикантами цього жанру — в емоційній і сповідницькій формі (іноді вони навіть плакали); крім того, характерною особливістю цього напряму були тексти пісень, що зачіпали особисту біль і переживання автора. Перша хвиля емо включала такі гурти, як Rites of Spring, Embrace і One Last Wish — ці колективи мали локальний успіх у публіки і являли собою андеграундну субкультуру. Наприкінці 1980-х колишні учасники Embrace сформували гурт Fugazi, який став каталізатором другої хвилі емо, зробивши жанр набагато популярнішим у середині 1990-х років. Згодом багато представників руху стали експериментувати зі звучанням, так музиканти з Antioch Arrow стали піонерами суміжного стилю — скрімо, тоді як інші (Sunny Day Real Estate) зробили його більш мелодійним, близьким до інді-року. У середині 1990-х гурт Sunny Day Real Estate став одним з визначальних у жанрі «емо» (якоюсь мірою уособлюючи цей жанр), також великий вплив на цей стиль справила платівка Pinkerton (1996) гурту Weezer. Наприкінці 1990-х гурт Jimmy Eat World вивів звучання жанру в більш мейнстримовий радіо-формат, скомбінувавши оригінальний звук емокору з поп-панком, завдяки чому досягнув популярності, випустивши низку успішних альбомів. У 2000-х такі гурти як, My Chemical Romance, Panic! at the Disco і Fall Out Boy зробили музику жанру ще більше поп-орієнтованою. Ця музика мала мало спільного з панком і дістала назву емо-поп.

### Хеві-метал
Традиційний хеві-метал являв собою еволюцію стилю ейсид-рок — одного з відгалужень хардроку, який, у свою чергу, виник з музики гаражного панку. Спочатку на майбутній звук хеві-металу справило вплив сире, спотворене звучання гурту MC5, учасники якого почали грати в жанрі гаражного року, переїхавши до Детройта в середині 1960-х, ця ж музика залишила свій відбиток на формуванні панк-року десять років по тому. Значний вплив на хеві-метал справила творчість гурту The Stooges, зокрема, такі її пісні, як «I Wanna Be Your Dog», що містить важкі гітарні павер-акорди з ефектом дисторшн. Згодом панк-бум негативно вплинув на метал-сцену середини 1970-х, яка втратила частину популярності в момент розквіту цього жанру, зокрема, через те, що багато провідних панк-виконавців висловлювалися зневажливо про метал-сцену. Однак, 1975 року засновано гурт Motörhead, що став ключовою командою, яка посіла нішу на стику панку і хеві-металу — колектив зменшив в своїй музиці елементи блюзу, додав до неї динамічний темп панку і ще більш посилив звук, як у Judas Priest. Нове покоління британських метал-виконавців, очолюване NWOBHM (гурти Iron Maiden, Saxon і Def Leppard), повернуло хеві-металу провідні позиції, багато американських метал-гуртів також вийшли у мейнстрім (Mötley Crüe, Bon Jovi) на хвилі популярності глем-металу і музичних каналі, таких як MTV. Втім, більшість виконавців NWOBHM, а також суміжних метал-жанрів, таких як треш-метал і металкор, переймали багато панк-елементів — агресивність, високу швидкість виконання, а також низькоякісний звук і DIY-естетику — напряму, записуючи і випускаючи свій матеріал самостійно. Панк-мода справила безпосередній вплив на моду хеві-металу, що виразилося, зокрема, в поширеності в обох стилях элементів БДСМ. У свою чергу, один з піджанрів металу — треш-метал — запозичив два елементи, які не характерні для інших метал-жанрів: мош і стейдж-дайвінг, напряму з «субкультури панку і хардкор-панку».

### Квіркор і Riot grrrl

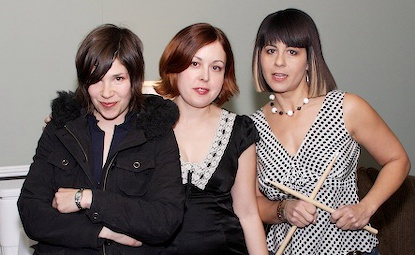
Гурт Sleater-Kinney, 2006 рік

У 1990-ті роки сформувався рух квіркор — його ядром були гурти, в яких фігурували ЛГБТ-музиканти: геї, лесбійки, бісексуали та інші. Серед цих колективів були такі, як: God Is My Co-Pilot, Pansy Division, Team Dresch і Sister George, творчість яких була натхненна музикою панків-гомосексуалів раннього покоління, таких як Джейн Каунті, Phranc і Ренді Тернер, а також колективів на кшталт Nervous Gender, The Screamers і Coil. Звучання квіркору охоплює різні стилі панку і альтернативи, у свою чергу, його ліричний зміст часто присвячений забобонам, гендерній ідентичності, сексуальній ідентичності та індивідуальним правам людини. Рух продовжує розвиватися в XXI столітті, чому сприяють різні форуми і фестивалі, такі як Queeruption.
Рух Riot grrrl був важливим елементом феміністичного співтовариства. Він сформувався шляхом поєднання риторики і філософії панк-року з ідеями сучасного фемінізму. Про появу цього феномена оголошено 1991 року під час концерту жіночих гуртів на фестивалі альтернативної музики International Pop Underground Convention в Олімпії. Виступ проходив під гаслом — «Love Rock Revolution Style Girl Now», а його учасницями були: Bikini Kill, Bratmobile, Heavens to Betsy, L7 і Mecca Normal. Принципи руху були орієнтовані на феміністичні проблеми і прогресивну політику загалом; його важливими елементами також були філософія «зроби сам» і фензини. Метою співтовариства було створення культурно-технологічного простору для фемінізму та привернення уваги до його проблем за допомогою засобів масової інформації та сучасних технологій. Крім ідеології, сутність панк-року відбилась у музиці руху, яка виконувалася в лютій і емоцінальній манері й мала андеграундне коріння. 1994 року Корін Такер і Керрі Браунстін, колишні учасниці квіркор-гуртів Heavens to Betsy і Excuse 17 відповідно, об'єдналися в команду під назвою Sleater-Kinney, яка стала одним з найвпливовіших колективів руху riot grrrl. У свою чергу, 1998 року вокалістка гурту Bikini KIll, Кетлін Ганна, сформувала сольний проект під назвою Le Tigre, у творчості якого торкалася питання соціально-політичного спрямування, а також проблеми фемінізму та ЛГБТ.

## Відродження

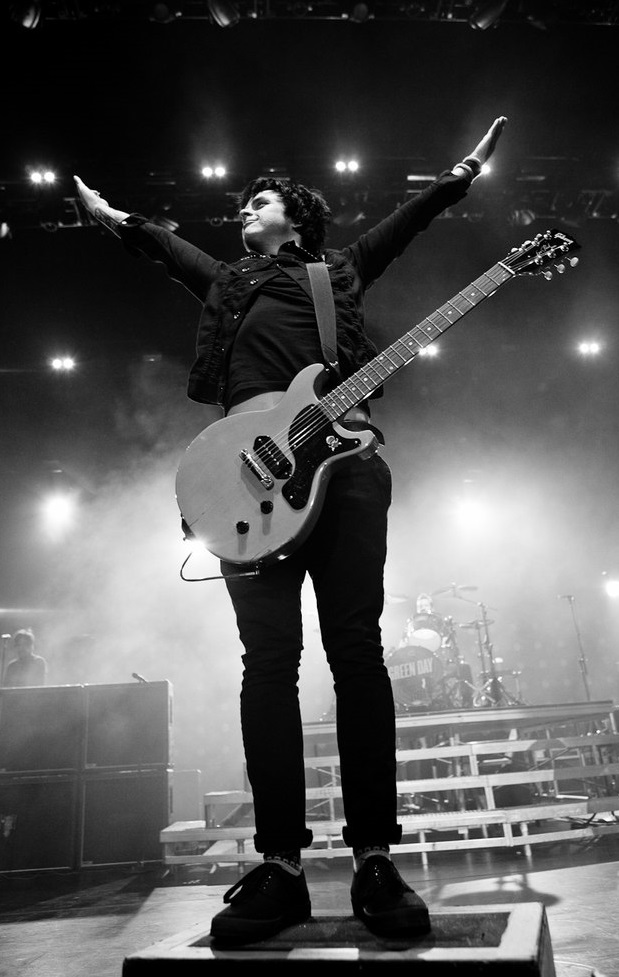
Біллі Джо Армстронг з гурту Green Day на концерті, 2013 рік

До 1990-х років панк-рок укорінився в західній поп-культурі настільки, що великі рекорд-лейбли почали використовувати різні фешн-елементи жанру для просування деяких мейнстримових виконавців під іміджем «бунтарів». Маркетологи капіталізували стиль і скандальність панку, почавши згадувати його навіть у рекламі — так, у телевізійному ролику автомобіля Subaru Impreza (1993 року), стверджувалося, що машина була «як панк-рок». Поряд з Nirvana, багато провідних гранж-гуртів початку 1990-х відзначали вплив ранніх панк-виконавців на свою творчість. Завдяки приголомшливому успіхові альбому "Nevermind, великі звукозаписні компанії знову почали проявляти інтерес до жанру, проаналізувавши його комерційний потенціал.
1993 рік став поворотним для комерціалізації панк-року — каліфорнійські гурти Green Day і Bad Religion підписали контракти з мейджор-лейблами, тим самим перетворивши жанр на частину мейнстріму. Роком пізніше, Green Day випустили платівку Dookie, яка стала хітом, розійшовшись тиражем понад 9 млн копій всього за два роки (причому тільки в США). У свою чергу, диск Bad Religion — Stranger Than Fiction був відзначений «золотим» сертифікатом на батьківщині гурту. Інші каліфорнійські панк-гурти також почали досягати мейнстримової популярності, випускаючи свої записи на незалежному лейблі Epitaph Records, який став своєрідним майданчиком для місцевого поп-панку загалом. Так, 1994 року на ньому вийшли альбоми: let's Go (Rancid), Punk in Drublic (NoFX) і Smash (The Offspring), кожен з яких розійшовся тиражем більше 500 000 екземплярів. У червні того ж року сингл гурту Green Day — «Longview» — посів перше місце в чарті Modern Rock Tracks і потрапив до Top-40 Hot 100 Airplay, можливо, ставши першою панк-піснею, що домоглася такого успіху; всього через місяць після цього вийшов трек «Come Out and Play» гурту The Offspring, який також мав високі показники на американському радіо. Важливу роль у популяризації поп-панку відіграли телеканал MTV і лос-анджелеська радіостанція KROQ-FM, хоча NOFX відмовилися передавати MTV свої відео, підкресливши прихильність витокам жанру.
У середині 1990-х широку популярність здобув жанр ска-панк, завдяки успіхові таких гуртів, як The Mighty Mighty Bosstones (Бостон), No Doubt (Анагайм) і Sublime (Лонг-Біч). На хвилі зростання інтересу до ска, контракти з мейджор-лейблами підписали також колективи Reel Big Fish (Гантінгтон-Біч) і Less Than Jake (Флорида). Крім цього, імпульсу набув ту-тоун рух — стиль, який сформувався під час другої хвилі панк-року, подібний до музики ска, однак, більш близький за структурою до свого ямайського оригіналу — «ска 78 обертів на хвилину». Згодом виконавці третьої хвилі ска урізноманітнили звучання жанру, додавши в нього елементи з інших стилів. Першим альбомом цього руху, який досягнув широкої популярності, був диск гурту Rancid — …And Out Come the Wolves (1995), який здобув «золотий» статус на батьківщині музикантів; у свою чергу, випущений рік по тому однойменний лонгплей Sublime відзначився «платиновим» сертифікатом. У свою чергу, виконавці австралійської панк-сцени 1990-х — гурти Frenzal Rhomb (скейткор) і Bodyjar (поп-панк), не лише здобули локальну популярність, але й справили потужний вплив на ска-сцену Японії.
Успіх Green Day і величезні продажі альбому Dookie стали прикладом і орієнтиром для багатьох поп-панк гуртів Північної Америки упродовж усього десятиліття. Проте, низка представників панк-спільноти висловлювали невдоволення і проявляли негативну реакцію щодо комерціалізації звуку і орієнтованості багатьох нових гуртів на мейнстримову аудиторію. На думку цих музикантів, укладаючи контракти з мейджор-лейблами і регулярно з'являючись на MTV, виконавці на зразок Green Day «продавалися системі», тим самим підриваючи саму суть філософії панк-року — боротьбу з цією системою. Однак, така позиція всередині панк-руху була не новою, подібні претензії пред'являлися регулярно під час стрибків популярності жанру — починаючи з резонансного звинувачення в «продажності» музикантів The Clash у 1977 році за укладання угоди з лейблом CBS Records. Згодом комерційний рок-фестиваль Warped Tour (організований фірмою Vans, яка спеціалізується на взутті для скейтбордів), а також продаж одягу і аксесуарів, створених під впливом панк-моди, в мережі магазинів Hot Topic (одного з найбільших американських рітейлерів музичної атрибутики), остаточно вкоренили жанр у мейнстримі.

## Панк-рок у мейнстрімі
До початку 1998 року комерційні показники поп-панку дещо просіли, однак, незабаром жанр реабілітувався. У листопаді вийшов альбом Americana гурту The Offspring (на лейблі Columbia), який одразу ж посів 2-ге місце національного хіт-параду Billboard. Невдовзі бутлег з MP3-файлами його першого синглу — «Pretty Fly (for a White Guy)» — нелегально виклали в Інтернет, після чого його завантажили понад 22 млн разів (на той момент, рекордний показник). Рік по тому відбувся реліз лонгплею Enema of the State, який був першим альбомом Blink-182, випущеним на мейджор-лейблі. Цей диск також став великим хітом у своєму жанровому сегменті, продемонструвавши високі показники — за рік його тираж склав більше 4 млн примірників; крім того, він потрапив в Top-10 чарту Billboard. У січні 2000 року другий сингл з цього диску — «All the Small Things» — посів 6-те місце в Billboard Hot 100. Попри те, що Blink-182 вважалися «послідовниками» Green Day, багато музичних критиків порівнювали їхню творчість, а також ринкове становище з такими виконавцями тін-попа, як Брітні Спірс, Backstreet Boys і 'N Sync, цільовою аудиторією яких також були підлітки. Втім, наступні два альбоми гурту — Take Off Your Pants and Jacket (2001) і Blink-182 (2003) — теж стали хітами, посівши 1-ше і 3-тє місце чарту Billboard відповідно. У листопаді 2003 року редакція газети The New Yorker назвала феномен успіху Blink-182 «затятою дитячістю», додавши: «[вони] здобули масову популярність у мейнстримової аудиторії, яку колись вважали недоторканною панк-рок-пуристи».

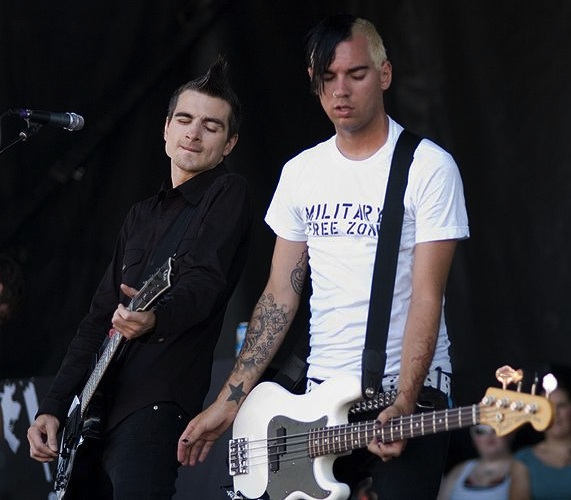
Виступ лівополітичного панк-гурту Anti-Flag, 2006 рік

Попри схожу критику, деякі інші північноамериканські поп-панк-гурти також досягнули мейнстримного успіху у першій половині 2000-х, продемонструвавши високі фінансові показники. Так, 2001 року дебютний диск канадського гурту Sum 41 — All Killer No Filler — досяг Top-10 місцевого хіт-параду, а згодом здобув «платиновий» статус у США. Текст і вокальна подача одного з синглів цього альбому — «Fat Lip», були охарактеризовані музичною пресою як «салага-реп»; трек посів верхню сходинку чарту Modern Rock Tracks, а його мелодія стала найпопулярнішим рингтоном на телефонах Nokia. У свою чергу, головними зірками поп-панку Австралії стали музиканти гурту The Living End, чий однойменний дебютний диск, записаний у стилі панкобілі, справив фурор на батьківщині колективу.
Ефект комерціалізації музики став викликати все більше полеміки всередині панк-спільноти. Як зауважив публіцист Росс Гінфлер, багато фанатів жанру «зневажають корпоративний панк-рок, типовий для таких груп, як Sum 41 і Blink-182». Водночас у Сполучених Штатах продовжував процвітати політизований і некомерційний панк, що виходив на незалежних лейблах. Так, починаючи з 1993 року гурт Anti-Flag сконцентрував свою творчість на тематиці прогресивної політики: вони активно критикували консервативний уряд часів адміністрації Джорджа Буша-молодшого впродовж восьми років його перебування при владі. Найпопулярніший з цих колективів — Rise Against — у 2000-х випустив успішні альбоми The Sufferer & the Witness і Appeal to Reason, які потрапили до Top-10 чарту Billboard. У свою чергу, диск New Wave гурту Against Me!, активних прихильників лівої ідеології, 2007 року був названий редакцією журналу Spin альбомом року.

## Український панк-рок
Основна стаття: Українські панк-рок гурти
В Україні відомою ще з часів СРСР була група «Брати Гадюкіни», яку теж можна вважати певним різновидом панку. Найвідомішими панк-гуртами України є:
- Фліт
- Тостер
- Серцевий Напад
- Брем Стокер
- Борщ
- Воплі Відоплясова (рання творчість)
- Ундервуд
- Перкалаба
- Кожаный Олень
- Абздольц
- Пан Пупец
- Doping
- Stinx
- Ai Laika!
- Пошлая Молли (рання творчість)
- Мій Батько П'є[джерело?]
- Yurcash[джерело?]
- Триставісім[джерело?]
- Розум Зник
- Igelkott
- Сметана band
- Сусіди стерплять

## Російський панк-рок
Російський панк-рок зародився в 1979 році в Ленінграді, головним чином завдяки старанням Андрія Панова (1960—1998), беззмінного лідера першого російського панк-гурту «Автоматичні задовольнителі» (Автоматические Удовлетворители). З середини 1980-х рр. панк-гурти почали з'являтися по всьому СРСР (Гражданская Оборона, Ноль, Сектор Газа і ін.). В наш час[коли?] найвідомішими російськими панк-гуртами є: Король и Шут, Наив, Тараканы, Distemper, Пурген, F.P.G., Йорш, Последние танки в Париже, Pussy Riot (жанр Girl Riot та Oi!), Индульгенция, Порнофильмы.

## Знакові платівки
- New York Dolls, New York Dolls (1973)
- Iggy And The Stooges, Raw Power (1973)
- Ramones, Ramones (1976)
- The Damned, Damned Damned Damned (1977)
- The Clash, The Clash (1977)
- The Sex Pistols, Never Mind the Bollocks, Here's the Sex Pistols (1977)
- Richard Hell And The Voidoids, Blank Generation (1977)
- The Dead Boys, Young Loud and Snotty (1977)
- Wire, Pink Flag (1977)
- Suicide, Suicide (1977)
- The Adverts, Crossing the Red Sea with The Adverts (1978)
- Buzzcocks, Another Music in a Different Kitchen (1978)
- Generation X, Generation X (1978)
- X-Ray Spex, Germ Free Adolescents (1978)
- Siouxsie And The Banshees, The Scream (1978)
- The Slits, Cut (1979)
- Dead Kennedys, Fresh Fruit for Rotting Vegetables (1980)
- Black Flag, Damaged (1981)
- The Exploited, Punks Not Dead (1981)

## Музичні приклади
- The Ramones — «I Wanna Be Sedated»(фрагмент)
- Wire — «Dot Dash»(фрагмент)
- The Clash — «London Calling»(фрагмент)

### Книжки
- Олег Бочаров. Панк. Энциклопедия. — Москва: Библиотека журнала Painkiller, 2001. — 208 c.(рос.)
- Фред и Джуди Верморел. «Sex Pistols». Подлинная история. — Москва: Амфора, 2014. — 334 с.(рос.)
- Андрей Кокарев. Панк-рок от А до Я. — Москва: Музыка, 1992. — 80 с.(рос.)
- Легс Макнил, Джиллиан Маккейн. Прошу, убей меня! Подлинная история панк-рока в рассказах участников. — Москва: АСТ, 2006. — 698 с.(рос.)
- Крэйг О'Хара. Философия панка. Больше чем шум!. — Москва: Нота-Р, 2003. — 206 с.(рос.)
- Adams, Deanna R. (2002). Rock 'n' Roll and the Cleveland Connection. Kent, Ohio: Kent State University Press. ISBN 978-0-87338-691-3.
- Andersen, Mark, and Mark Jenkins (2001). Dance of Days: Two Decades of Punk in the Nation's Capital (New York: Soft Skull Press). ISBN 1-887128-49-2
- Anderson, Mark (2002). «Zunō keisatsu», in Encyclopedia of Contemporary Japanese Culture, ed. Sandra Buckley (London and New York: Routledge), p. 588. ISBN 0-415-14344-6
- Azerrad, Michael (2001). Our Band Could Be Your Life (New York: Little, Brown). ISBN 0-316-78753-1
- Bangs, Lester (1980). Protopunk: The Garage Bands. The Rolling Stone Illustrated History of Rock & Roll (вид. second). New York City: Random House. ISBN 9780394739380.
- Bangs, Lester (2003). Psychotic Reactions and Carburetor Dung. Anchor Books, a division of Random House.
- Bennett, Andy (2001). «'Plug in and Play!': UK Indie Guitar Culture», in Guitar Cultures, eds. Andy Bennett and Kevin Dawe (Oxford and New York: Berg), pp. 45–62. ISBN 1-85973-434-0
- Berthier, Héctor Castillo (2001). «My Generation: Rock and la Banda's Forced Survival Opposite the Mexican State», in Rockin' las Américas: The Global Politics of Rock in Latin/o America, ed. Deborah Pacini Hernandez (Pittsburgh: University of Pittsburgh Press), pp. 241–60. ISBN 0-8229-4226-7
- Bessman, Jim (1993). Ramones: An American Band (New York: St. Martin's). ISBN 0-312-09369-1
- Blush, Steven (Oct 1, 2001). Petros, George (ред.). American Hardcore: A Tribal History. Feral House. ISBN 9780922915712.
- Bockris, Victor, and Roberta Bayley (1999). Patti Smith: An Unauthorized Biography (New York: Simon & Schuster). ISBN 0-684-82363-2
- Bolton, Andrew (2013) Punk: Chaos to Couture.
- Boot, Adrian, and Chris Salewicz (1997). Punk: The Illustrated History of a Music Revolution (New York: Penguin). ISBN 0-14-026098-6
- Buckley, Peter, ed. (2003). The Rough Guide to Rock (London: Rough Guides). ISBN 1-84353-105-4
- Burchill, Julie, and Tony Parsons (1978). The Boy Looked at Johnny: The Obituary of Rock and Roll (London: Pluto Press). ISBN 0-86104-030-9
- Burns, Rob, and Wilfried Van Der Will (1995). «The Federal Republic 1968 to 1990: From the Industrial Society to the Culture Society», in German Cultural Studies: An Introduction, ed. Burns (Oxford and New York: Oxford University Press), pp. 257–324. ISBN 0-19-871503-X
- Campbell, Michael, with James Brody (2008). Rock and Roll: An Introduction, 2nd ed. (Belmont, Calif.: Thomson Schirmer). ISBN 0-534-64295-0
- Carson, Tom (1979). «Rocket to Russia», in Stranded: Rock and Roll for a Desert Island, ed. Greil Marcus (New York: Knopf). ISBN 0-394-73827-6
- Catucci, Nick (2004a). «Blink-182», in The New Rolling Stone Album Guide, 4th ed., ed. Nathan Brackett (New York: Fireside/Simon & Schuster), p. 85. ISBN 0-7432-0169-8
- Catucci, Nick (2004b). «Green Day», in The New Rolling Stone Album Guide, 4th ed., ed. Nathan Brackett (New York: Fireside/Simon & Schuster), pp. 347–48. ISBN 0-7432-0169-8
- Colegrave, Stephen, and Chris Sullivan (2005). Punk: The Definitive Record of a Revolution (New York: Thunder's Mouth). ISBN 1-56025-769-5
- Coon, Caroline (1977). «1988»: the New Wave [and] Punk Rock Explosion. (London: Orbach and Chambers). ISBN 0-8015-6129-9.
- Creswell, Toby (2006). 1001 Songs: The Great Songs of All Time and the Artists, Stories and Secrets Behind Them (New York: Thunder's Mouth). ISBN 1-56025-915-9
- Dickson, Paul (1982). Words: A Connoisseur's Collection of Old and New, Weird and Wonderful, Useful and Outlandish Words (New York: Delacorte). ISBN 0-440-09606-5
- Diehl, Matt (2007). My So-Called Punk: Green Day, Fall Out Boy, the Distillers, Bad Religion—How Neo-Punk Stage-Dived into the Mainstream (New York: St. Martin's). ISBN 0-312-33781-7
- Dougan, John (2002). «X-Ray Spex», in All Music Guide to Rock: The Definitive Guide to Rock, Pop, and Soul, 3rd ed., eds. Vladimir Bogdanov, Chris Woodstra, and Stephen Thomas Erlewine (San Francisco: Backbeat). ISBN 0-87930-653-X
- Ellis, Iain (2008). Rebels Wit Attitude: Subversive Rock Humorists (Berkeley, Calif: Soft Skull/Counterpoint). ISBN 1-59376-206-2.
- Erlewine, Stephen Thomas (2002). «The Birthday Party», in All Music Guide to Rock: The Definitive Guide to Rock, Pop, and Soul, 3rd ed., eds. Vladimir Bogdanov, Chris Woodstra, and Stephen Thomas Erlewine (San Francisco: Backbeat). ISBN 0-87930-653-X
- Fletcher, Tony (2000). Moon: The Life and Death of a Rock Legend (New York: HarperCollins). ISBN 0-380-78827-6
- Frere-Jones, Sasha (2004). «Bad Brains», in The New Rolling Stone Album Guide, 4th ed., ed. Nathan Brackett (New York: Fireside/Simon & Schuster), pp. 34–35. ISBN 0-7432-0169-8
- Friedlander, Paul, with Peter Miller (2006). Rock and Roll: A Social History, 2nd ed. (Boulder, Co.: Westview). ISBN 0-8133-4306-2
- Friskics-Warren, Bill (2005). I'll Take You There: Pop Music And the Urge for Transcendence (New York and London: Continuum International). ISBN 0-8264-1700-0
- Gaar, Gillian G. (2002). She's a Rebel: The History of Women in Rock & Roll, 2nd ed. (New York: Seal). ISBN 1-58005-078-6
- Gendron, Bernard (2002). Between Montmartre and the Mudd Club: Popular Music and the Avant-Garde (Chicago and London: University of Chicago Press). ISBN 0-226-28735-1
- Gimarc, George (1997). Post Punk Diary, 1980–1982. New York: St. Martin's. ISBN 978-0-312-16968-8.
- Gimarc, George (2005). Punk Diary: The Ultimate Trainspotter's Guide to Underground Rock, 1970–1982. San Francisco: Backbeat. ISBN 978-0-87930-848-3.
- Glasper, Ian (2004). Burning Britain—The History of UK Punk 1980—1984 (London: Cherry Red Books). ISBN 1-901447-24-3
- Goodlad, Lauren M. E., and Michael Bibby (2007). «Introduction», in Goth: Undead Subculture, ed. Goodlad and Bibby (Durham, N.C.: Duke University Press). ISBN 0-8223-3921-8
- Gosling, Tim (2004). «'Not for Sale': The Underground Network of Anarcho-Punk», in Music Scenes: Local, Translocal and Virtual, eds. Andy Bennett and Richard A. Peterson (Nashville, Tenn.: Vanderbilt University Press), pp. 168–83. ISBN 0-8265-1450-2
- Gray, Marcus (2005 [1995]). The Clash: Return of the Last Gang in Town, 5th rev. ed. (London: Helter Skelter). ISBN 1-905139-10-1
- Greenwald, Andy (2003). Nothing Feels Good: Punk Rock, Teenagers, and Emo (New York: St. Martin's). ISBN 0-312-30863-9
- Gross, Joe (2004). «Rancid», in The New Rolling Stone Album Guide, 4th ed., ed. Nathan Brackett (New York: Fireside/Simon & Schuster), p. 677. ISBN 0-7432-0169-8
- Haenfler, Ross (2006). Straight Edge: Hardcore Punk, Clean-Living Youth, and Social Change (New Brunswick, N.J.: Rutgers University Press). ISBN 0-8135-3852-1
- Hannon, Sharon M. (2009). Punks: A Guide to an American Subculture (Santa Barbara, Calif.: Greenwood). ISBN 978-0-313-36456-3
- Hardman, Emilie (2007). «Before You Can Get Off Your Knees: Profane Existence and Anarcho-Punk as a Social Movement». Paper presented at the annual meeting of the American Sociological Association, New York City, August 11, 2007 (available online).
- Harrington, Joe S. (2002). Sonic Cool: The Life & Death of Rock 'n' Roll (Milwaukee: Hal Leonard). ISBN 0-634-02861-8
- Harris, John (2004). Britpop!: Cool Britannia and the Spectacular Demise of English Rock (Cambridge, Massachusetts: Da Capo) ISBN 0-306-81367-X
- Hebdige, Dick (1987). Cut 'n' Mix: Culture, Identity and Caribbean Music (London: Routledge). ISBN 0-415-05875-9
- Hess, Mickey (2007). Is Hip Hop Dead?: The Past, Present, and Future of America's Most Wanted Music (Westport, Conn.: Praeger). ISBN 0-275-99461-9
- Heylin, Clinton (1993). From the Velvets to the Voidoids: The Birth of American Punk Rock (Chicago: A Cappella Books). ISBN 1-55652-575-3
- Heylin, Clinton (2007). Babylon's Burning: From Punk to Grunge (New York: Canongate). ISBN 1-84195-879-4
- Home, Stewart (1996). Cranked Up Really High: Genre Theory and Punk Rock (Hove, UK: Codex). ISBN 1-899598-01-4
- Keithley, Joe (2004). I, Shithead: A Life in Punk (Vancouver: Arsenal Pulp Press). ISBN 1-55152-148-2
- Klein, Naomi (2000). No LOGO: Taking Aim at the Brand Bullies (New York: Picador). ISBN 0-312-20343-8
- Knowles, Chris (2003). Clash City Showdown (Otsego, Mich.: PageFree). ISBN 1-58961-138-1
- Laing, Dave (1985). One Chord Wonders: Power and Meaning in Punk Rock. Milton Keynes and Philadelphia: Open University Press. ISBN 978-0-335-15065-6.
- Lamey, Charles P., and Ira Robbins (1991). «Exploited», in The Trouser Press Record Guide, 4th ed., ed. Ira Robbins (New York: Collier), pp. 230–31. ISBN 0-02-036361-3
- Leblanc, Lauraine (1999). Pretty in Punk: Girls' Gender Resistance in a Boys' Subculture (New Brunswick, N.J.: Rutgers University Press). ISBN 0-8135-2651-5
- Lydon, John (1995). Rotten: No Irish, No Blacks, No Dogs (New York: Picador). ISBN 0-312-11883-X
- Mahon, Maureen (2008). «African Americans and Rock 'n' Roll», in African Americans and Popular Culture, Volume 3: Music and Popular Art, ed. Todd Boyd (Westport, Conn.: Praeger), pp. 31–60. ISBN 978-0-275-98925-5
- Marcus, Greil, ed. (1979). Stranded: Rock and Roll for a Desert Island (New York: Knopf). ISBN 0-394-73827-6
- Marcus, Greil (1989). Lipstick Traces: A Secret History of the Twentieth Century (Cambridge, Massachusetts: Harvard University Press). ISBN 0-674-53581-2
- McCaleb, Ian (1991). «Radio Birdman», in The Trouser Press Record Guide, 4th ed., ed. Ira Robbins (New York: Collier), pp. 529–30. ISBN 0-02-036361-3
- McFarlane, Ian (1999). The Encyclopedia of Australian Rock and Pop (St Leonards, Aus.: Allen & Unwin). ISBN 1-86508-072-1
- McGowan, Chris, and Ricardo Pessanha (1998). The Brazilian Sound: Samba, Bossa Nova, and the Popular Music of Brazil (Philadelphia: Temple University Press). ISBN 1-56639-545-3
- McNeil, Legs, and Gillian McCain (2006 [1997]). Please Kill Me: The Uncensored Oral History of Punk (New York: Grove). ISBN 0-8021-4264-8
- Lemlich, Jeffrey M. (1992). Savage Lost: Florida Garage Bands: The '60s and Beyond (вид. 1st). Miami, Florida: Distinctive Punishing Corp. ISBN 978-978-0-942960.
- Miles, Barry, Grant Scott, and Johnny Morgan (2005). The Greatest Album Covers of All Time (London: Collins & Brown). ISBN 1-84340-301-3
- Myers, Ben (2006). Green Day: American Idiots & the New Punk Explosion (New York: Disinformation). ISBN 1-932857-32-X
- Mullen, Brendan, with Don Bolles and Adam Parfrey (2002). Lexicon Devil: The Fast Times and Short Life of Darby Crash and the Germs (Los Angeles: Feral House). ISBN 0-922915-70-9
- Nichols, David (2003). The Go-Betweens (Portland, Ore.: Verse Chorus Press). ISBN 1-891241-16-8
- Nobahkt, David (2004). Suicide: No Compromise (London: SAF). ISBN 0-946719-71-3
- O'Hara, Craig (1999). The Philosophy of Punk: More Than Noise (San Francisco and Edinburgh: AK Press). ISBN 1-873176-16-3
- Palmer, Robert (1992). «The Church of the Sonic Guitar», in Present Tense: Rock & Roll and Culture, ed. Anthony DeCurtis (Durham, N.C.: Duke University Press), pp. 13–38. ISBN 0-8223-1265-4
- Pardo, Alona (2004). «Jamie Reid», in Communicate: Independent British Graphic Design Since the Sixties, ed. Rick Poyner (New Haven, Conn.: Yale University Press), p. 245. ISBN 0-300-10684-X
- Pareles, Jon, and Patricia Romanowski (eds.) (1983). The Rolling Stone Encyclopedia of Rock & Roll (New York: Rolling Stone Press/Summit Books). ISBN 0-671-44071-3
- Porter, Dick (2007). The Cramps: A Short History of Rock 'n' Roll Psychosis (London: Plexus). ISBN 0-85965-398-6
- Purcell, Natalie J. (2003). Death Metal Music: The Passion and Politics of a Subculture (Jefferson, N.C., and London: McFarland). ISBN 0-7864-1585-1
- Raha, Maria (2005). Cinderella's Big Score: Women of the Punk and Indie Underground (Emeryville, Calif.: Seal). ISBN 1-58005-116-2
- Reed, John (2005). Paul Weller: My Ever Changing Moods. London: Omnibus Press. ISBN 978-1-84449-491-0.
- Reynolds, Simon (2005). Rip It Up and Start Again: Post Punk 1978–1984. London and New York: Faber and Faber. ISBN 978-0-571-21569-0.
- Robb, John (2006). Punk Rock: An Oral History (London: Elbury Press). ISBN 0-09-190511-7
- Rodel, Angela (2004). «Extreme Noise Terror: Punk Rock and the Aesthetics of Badness», in Bad Music: The Music We Love to Hate, eds. Christopher Washburne and Maiken Derno (New York: Routledge), pp. 235–56. ISBN 0-415-94365-5
- Rooksby, Rikky (2001). Inside Classic Rock Tracks (San Francisco: Backbeat). ISBN 0-87930-654-8
- Sabin, Roger (1999). Punk Rock: So What?: the Cultural Legacy of Punk. London: Routledge. ISBN 978-0-415-17030-7.
- Savage, Jon (1991). England's Dreaming: The Sex Pistols and Punk Rock. London: Faber and Faber. ISBN 978-0-312-28822-8.
- Shapiro, Fred R. (2006). Yale Book of Quotations (New Haven, Conn.: Yale University Press). ISBN 0-300-10798-6
- Schmidt, Axel, and Klaus Neumann-Braun (2004). Die Welt der Gothics: Spielräume düster konnotierter Tranzendenz (Wiesbaden: VS Verlag). ISBN 3-531-14353-0
- Shuker, Roy (2002). Popular Music: The Key Concepts (London: Routledge). ISBN 0-415-28425-2
- Simpson, Paul (2003). The Rough Guide to Cult Pop: The Songs, the Artists, the Genres, the Dubious Fashions. London: Rough Guides. ISBN 978-1-84353-229-3.
- Sinagra, Laura (2004). «Sum 41», in The New Rolling Stone Album Guide, 4th ed., ed. Nathan Brackett (New York: Fireside/Simon & Schuster), pp. 791–92. ISBN 0-7432-0169-8
- Smith, Kerry L. (2008). Encyclopedia of Indie Rock (Westport, Conn.: Greenwood). ISBN 978-0-313-34119-9
- Spencer, Amy (2005). DIY: The Rise of Lo-Fi Culture (London: Marion Boyars). ISBN 0-7145-3105-7
- Spitz, Marc (2006). Nobody Likes You: Inside the Turbulent Life, Times, and Music of Green Day (New York: Hyperion). ISBN 1-4013-0274-2
- Spitz, Marc, and Brendan Mullen (2001). We Got the Neutron Bomb: The Untold Story of L.A. Punk (New York: Three Rivers Press). ISBN 0-609-80774-9
- Stafford, Andrew (2006). Pig City: From the Saints to Savage Garden, 2nd rev. ed. (Brisbane: University of Queensland Press). ISBN 0-7022-3561-X
- Stark, James (2006). Punk '77: An Inside Look at the San Francisco Rock N' Roll Scene, 3rd ed. (San Francisco: RE/Search Publications). ISBN 1-889307-14-9
- Strohm, John (2004). «Women Guitarists: Gender Issues in Alternative Rock», in The Electric Guitar: A History of an American Icon, ed. A. J. Millard (Baltimore: Johns Hopkins University Press), pp. 181–200. ISBN 0-8018-7862-4
- Strongman, Phil (2008). Pretty Vacant: A History of UK Punk (Chicago: Chicago Review Press). ISBN 1-55652-752-7
- St. Thomas, Kurt, with Troy Smith (2002). Nirvana: The Chosen Rejects (New York: St. Martin's). ISBN 0-312-20663-1
- Taylor, Steven (2003). False Prophet: Field Notes from the Punk Underground. Middletown, Conn.: Wesleyan University Press. ISBN 978-0-8195-6668-3.
- Taylor, Steve (2004). The A to X of Alternative Music. London and New York: Continuum. ISBN 978-0-8264-8217-4.
- Thompson, Dave (2000). Alternative Rock. San Francisco: Miller Freeman. ISBN 978-0-87930-607-6.
- Unterberger, Richie (1998). Unknown Legends of Rock 'n' Roll: Psychedelic Unknowns, Mad Geniuses, Punk Pioneers, Lo-Fi Mavericks & More. San Francisco: Backbeat. ISBN 978-0-87930-534-5.
- Unterberger, Richie (1999). Music USA: The Rough Guide. London: Rough Guides. ISBN 978-1-85828-421-7.
- Unterberger, Richie (2002). «British Punk», in All Music Guide to Rock: The Definitive Guide to Rock, Pop, and Soul, 3rd ed., eds. Vladimir Bogdanov, Chris Woodstra, and Stephen Thomas Erlewine (San Francisco: Backbeat). ISBN 0-87930-653-X
- Valentine, Gary (2006). New York Rocker: My Life in the Blank Generation with Blondie, Iggy Pop, and Others, 1974–1981. New York: Thunder's Mouth. ISBN 978-1-56025-944-2.
- Walker, Clinton (1982/2004) Inner City Sound (Portland, Oregon: Verse Chorus Press) ISBN 1-891241-18-4
- Walker, John (1991). «Television», in The Trouser Press Record Guide, 4th ed., ed. Ira Robbins (New York: Collier), p. 662. ISBN 0-02-036361-3
- Walsh, Gavin (2006). Punk on 45; Revolutions on Vinyl, 1976–79 (London: Plexus). ISBN 0-85965-370-6
- Wells, Steven (2004). Punk: Loud, Young & Snotty: The Story Behind the Songs (New York and London: Thunder's Mouth). ISBN 1-56025-573-0
- Wojcik, Daniel (1995). Punk and Neo-Tribal Body Art (Jackson: University Press of Mississippi). ISBN 0-87805-735-8

### Журнали
- NME Originals: Punk 1975—1979, Vol. 1, Issue 2, 2002, 146 pp.(англ.)
- Q Special Edition: Never Mind the Jubilee: Here's the True Story of Punk, April, 2002, 146 pp.(англ.)

### Статті
- Лестер Бенгс. Игги Поп: скованный взрыв // «УР лайт» (Москва). — № 8 (26), 1991. — С. 65-67.(рос.)
- Герман Гаринг. Nina Hagen Band: на пороге панка // «УР лайт» (Москва). — № 5 (23), 1988. — С. 100—103.(рос.)
- Олександр Євтушенко. Панк по-українськи як модерний вияв традиційної сміхової культури.// «Український тиждень» (Київ). — 2009. — № 30 (91), 24 липня 2009.
- Аизор Канкулов. Небольшое рок-н-ролльное надувательство // «ОМ» (Москва). — № 11 (январь—февраль 1997). — С. 40-43, 177—179.(рос.)
- Франсис Лосс. Новые звуки [панк и пост-панк] // «УР лайт» (Москва). — № 5 (23), 1988. — С. 96-99.(рос.)
- Р. Першин. Sex Pistols (Енциклопедія поп-музики: 70-і) // «П'ятниця» (Київ). — 30 квітня 1998. — Стор. 7.
- Роман Піщалов. Рец. на кн.: Jon Savage, England's Dreaming: The Sex Pistols and Punk Rock // «Аутсайдер» (Київ). — № 7, 2007. — Стор. 60-62.
- Ксения Полина. Вызываем огонь на себя! Двадцать лет панк-рока // «Ровесник» (Москва). — 1996. — № 1. — С. 29-31.(рос.)
- Олексій Росовецький-Гіндіч. Панк — це квінтесенція всього рок-н-рольного лайна // «Галас» (Київ). — 1997. — № 11-12. — С. 62-65.
- Олександр Рудяченко. Снотворне для здорового глузду [Sex Pistols] // «Молода гвардія» (Київ). — 8 липня 1990.
- Ион Савадж. Панк-рок? Ку-ку!.. // «Сдвиг» (Москва). — 1989. — С. 28-30.(рос.)
- Илья Стогов. Да откуда ж ты взялся на нашу голову? [панк] // «Ровесник» (Москва). — 1991. — № 9. — С. 20-21.(рос.)
- Игги, отец родной // «Популярная музыка: проблемы, факты, суждения» (Минск). — Вып. 5-6 (40-41), 1990. — С. 15-19.(рос.)
- Игги Поп: я ещё не готов умереть // «ОМ» (Москва). — № 9 (октябрь—ноябрь 1996). — С. 150—152.(рос.)